# St. Martin (Lorch)

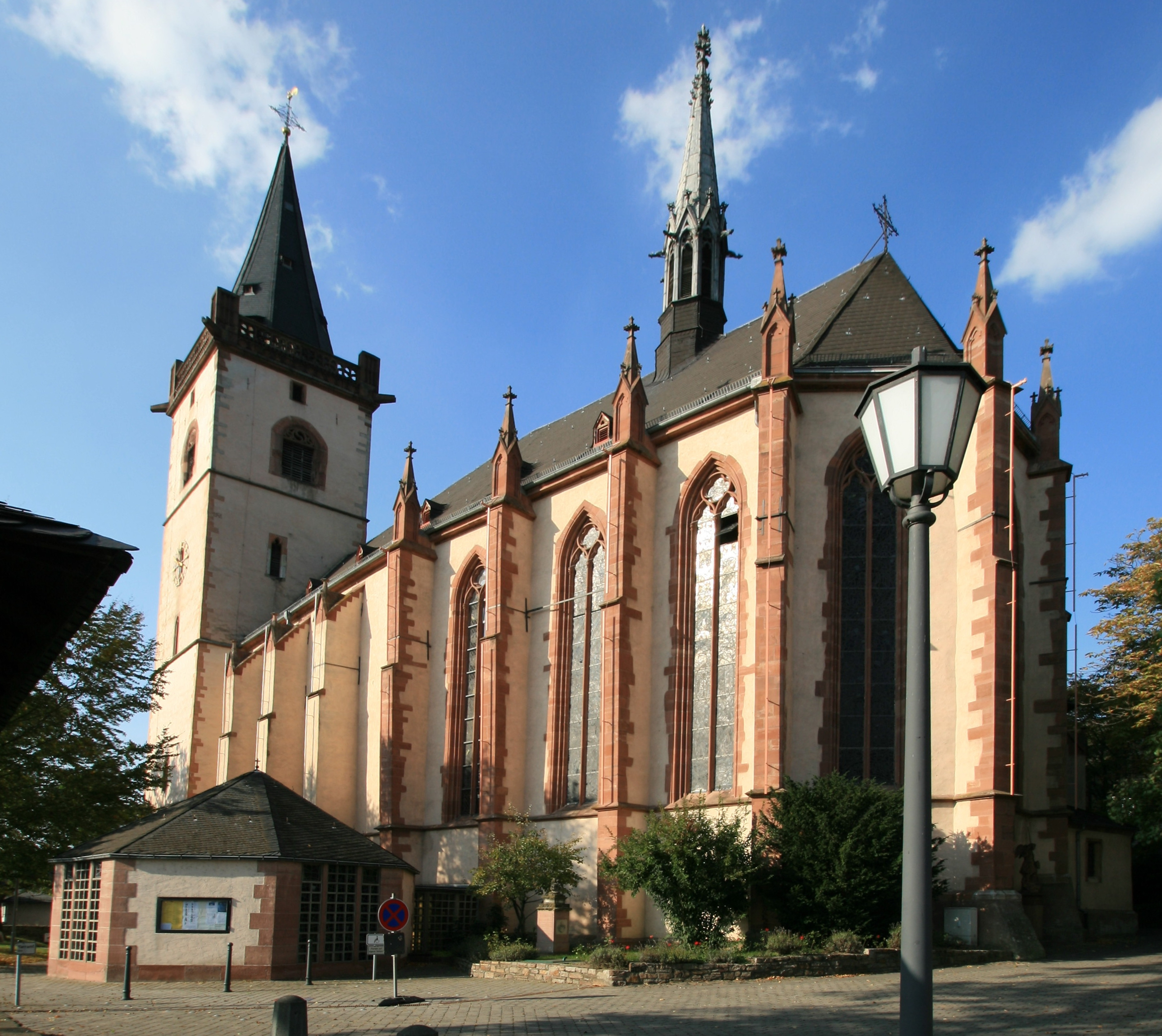
St. Martin, Lorch. Links vorne die 1964 angebaute Sakristei

Die katholische, ehemalige Pfarrkirche St. Martin ist ein denkmalgeschütztes Kirchengebäude in Lorch. Seit 2002 ist sie Teil des UNESCO-Welterbes Oberes Mittelrheintal. St. Martin ist heute eine Filialkirche der Pfarrei Heilig Kreuz Rheingau, einer Pfarrei neuen Typs. Seit 2015 ist der sogenannte Rheingauer Dom in Geisenheim auch Pfarrkirche von Lorch.

## Geschichte

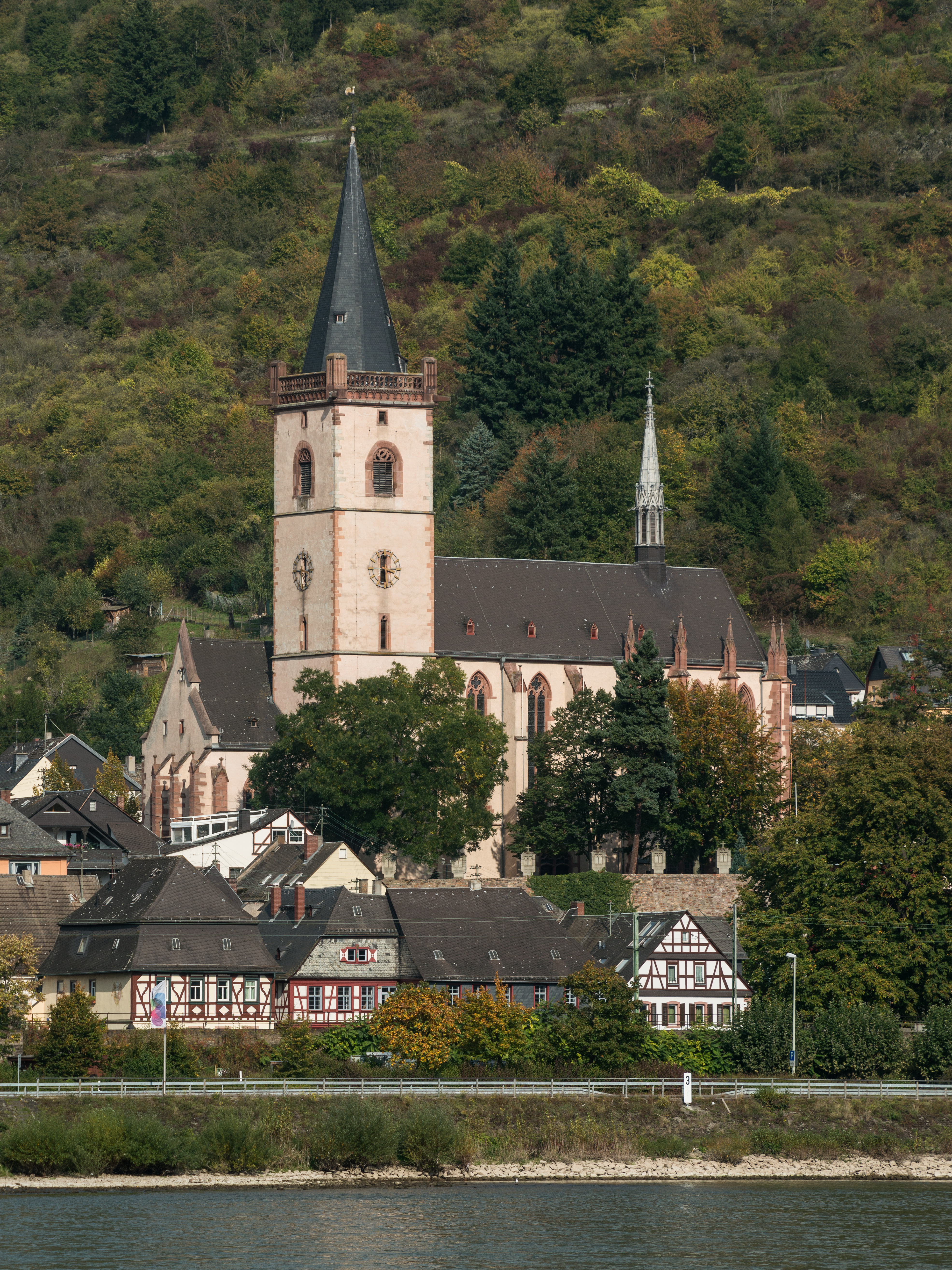
Blick vom anderen Rheinufer

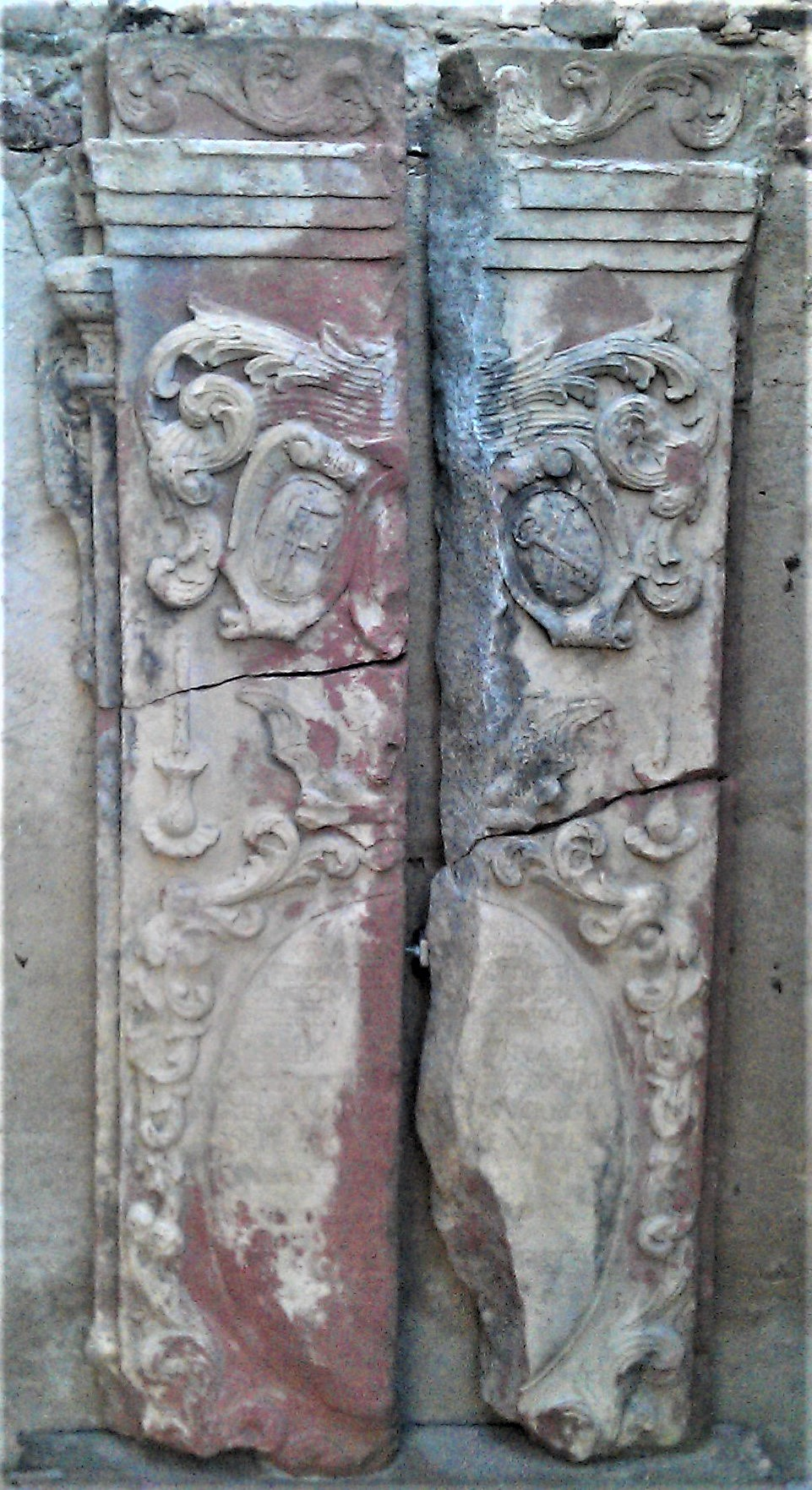
Grabplatte der Kirche, 1819 geteilt und in der Sohlernsgasse bis 2017 als Treppenstufen genutzt. (Heute im Hilchenhof aufgestellt)

Der älteste Teil der gotischen Pfarrkirche bildet das Fundament des Kirchturmes. Hier wurden römische Ziegel nachgewiesen, die auf einen römischen Burgus hinweisen, der nach der Aufgabe des Limes zur Sicherung des hier eingerichteten Brückenkopfes diente. Romanische Mauerreste des Vierungs-Turmes in der Mittelwand des Chores und eine Fensterwand in der Taufkapelle wurden von der Vorgängerkirche im Bauwerk integriert.
Der eigentliche Kirchbau erfolgte 1270/90 mit Errichtung des Chores und zweier davor liegender Joche durch Kölner Dombauleute. Nach einer Bauunterbrechung entstand nach 1304 in vereinfachter Formsprache das Langhaus durch Trierer Dombauleute unter Einbeziehung des Turmes, der bis dahin wahrscheinlich als Bergfried genutzt worden war. 1398 wurde, nach dem Abriss der alten romanischen Vorgängerkirche, das sogenannte Presberger Schiff errichtet. Die Verbindung des neuen Seitenschiffes zum Hauptschiff wurde durch das teilweise Entfernen seiner Nordwand zwischen dessen Strebepfeilern erreicht. Dadurch entstanden drei wuchtige Säulenpforten zwischen den beiden Schiffen. Aus Gründen der Symmetrie wurden auch die Strebepfeiler der Nordwand des Seitenschiffes in das Kircheninnere integriert. Anfang des 15. Jh. wurde die innere und 1480 die äußere Vorhalle errichtet.
Nach einem verheerenden Turm- und Dachstuhlbrand 1554 wurde 1555 zuerst der Chor renoviert, dann 1578 das vierte Geschoss des Turmes und dessen Dach komplett erneuert. In Folge des Dreißigjährigen Krieges war die Kirche fast zur Ruine geworden. Zu allem Überfluss schlug 1679 ein Blitz in die Kirche ein und verursachte zusätzlichen Schaden. 1698 berichtet Pfarrer Jacob Heimbach: „Fast alle Fenster sind entzwei, die Chorstühle und Kirchenbänke zerbrochen. Die Spatzen trinken aus dem Weihwasserkessel und stören durch ihr Geschrei den Gottesdienst“. 1719 begannen erste Reparaturen, der Turm erhielt ein neues einfach gestaltetes Dach ohne Galerie. 1732 wurde ein Dachreiterturm mit barocker Haube auf das Chordach aufgesetzt. Da sich die südliche Kirchenwand nach außen geneigt hatte, mussten 1780 schmiedeeiserne Anker unter dem Gewölbe des Hauptschiffes eingezogen werden, um ein Auseinanderbrechen des Gebäudes zu verhindern.
1819 veräußerte Pfarrer Geiger, um eine umfassende Renovierung finanzieren zu können, neben anderen Kunstschätzen den Lorcher Kreuztragungsaltar sowie wertvolle, farbige, mittelalterliche Kirchenfenster mit Wappen des Lorcher Adels. Rigoros wurden bei dieser „Instandsetzung“ überflüssige Altäre entfernt sowie Grabplatten zu Treppenstufen für die Sohlernsgasse zersägt oder als Bodenbelag in der äußeren Vorhalle benutzt. Nur das entschlossene Entgegentreten der Gemeindemitglieder konnte die, von Pfarrer Geiger geforderte, Beseitigung des Hochaltares verhindern. 1852 bis 1858 wurde auf Initiative des Heimatforschers Albert Keuchen der einsturzbedrohte Hochaltar und das steinerne Sakramentshaus mit Hilfe des Nassauischen Altertumsverein und unterstützt durch großzügige Spenden aus dem ganzen Rheingau umfassend restauriert. Allerdings wurde der ursprünglich monochrom konzipierte Schnitzaltar, wie bereits schon in der Barockzeit geschehen, wieder zum Teil neu vergoldet und farbig gefasst.
1875 begannen umfangreiche Renovierungsarbeiten in der Kirche; die Baulast des Hauptchores hatte der Fiskus zu tragen, während die Instandsetzung der Kirchenschiffe der Gemeinde oblag. Im Chor ließ der verantwortliche nassauische Bauinspektor Schnitzler teilweise die maroden Wände zwischen den Strebepfeilern niederlegen, um sie dann exakt in der gleichen Schräglage wieder aufbauen zu lassen. So waren nach der Renovierung die unschönen, eisernen Anker unter dem Gewölbe weiterhin unentbehrlich. Auch der Dachreiterturm wurde in dieser Zeit in neugotischer Form neu errichtet. Der verantwortliche Architekt für die Renovierung der Kirchenschiffe war Max Meckel. Im Hauptschiff wurde eine neue Holzempore für eine neue Ratzmann-Orgel gebaut und durch Spenden finanzierte neue Bleiglasfenster in den beiden Schiffen eingesetzt. 1888 und 1891 wurden schließlich auch die unpassenden weißen Glasfenster früherer Renovierungen im Hauptchor und in den zwei davor liegenden Jochen entfernt und durch gemalte Bleiglasfenster ersetzt. Die drei neugotischen Altäre des Presberger Schiffes stammen ebenso aus dieser Zeit. 1911/12 wurde das Gewölbe der Empore eingezogen und der Glockenturm wieder mit einer Sandsteingalerie versehen, die wohl ursprünglich in dieser Art vorhanden war. Mitte der 1930er Jahre wurde eine Steinkohle-Warmluftheizung unter dem Seitenchor der Kirche eingebaut. 1949 wurde die barocke farbige Fassung des Hochaltares wieder mühevoll entfernt.
1962 wurde die Orgelempore erweitert, 1964 wurde eine neue Sakristei angebaut. Anfang der 1970er Jahre zeigte der Turm Risse. Ursächlich war der Einbau der neuen Glocken 1960/61. Diese waren nämlich um 4386 kg schwerer als die durch Beschlagnahme 1942 verlorenen Glocken des Vorkriegsgeläutes. Mitte der 1970er Jahre wurde der Turm durch den Einbau von Betondecken und Ringankern wieder stabilisiert. Es folgte eine umfangreiche Außenrenovierung der gesamten Kirche.
1985 hatten Diebe unbemerkt, gewaltsam, aus dem Sockelbereich des Taufsteines von 1464, eine Löwenfigur heraus gebrochen und gestohlen. 1986 ersetzte der Würzburger Bildhauer Wolfgang Finger-Rokitnitz die gestohlene Figur durch eine, von ihm geschaffene, original getreue Kopie des verschwundenen Löwen.
1987/88 erfolgte im Zuge einer kompletten Innenrenovierung eine grundlegende Umgestaltung der Kircheneinrichtung. Den Abschluss der Innenrenovierung bildete die Altarweihe eines neuen Volksaltars des Bildhauers Hubert Elsässer durch Bischof Franz Kamphaus im September 1988. Im Rahmen dieser feierlichen Handlung wurden auch Reliquien der Elisabeth von Schönau in der Mensa des neuen Altares eingelassen.
1993 wurden im nördlichen Seitenschiff die 15 Stationen des Kreuzwegs, gestaltet vom Münchner Kunstmaler Peter Burkart, aufgehängt.
Im April 2012 wurden die Kirchenfenster des gotischen Hochchores aus dem späten 19. Jahrhundert ausgebaut, restauriert und schutzverglast. Von August bis Oktober 2014 erfolgte eine gründliche Reinigung des Schreins und der Skulpturen des geschnitzten Hochaltars, zugleich wurden die Barockgemälde der Seitenflügel von einer stark nachgedunkelten Firnisschicht befreit.
Das Turmkreuz mit Wetterhahn, von 1832, musste am 11. Oktober 2019 wegen eines gebrochen Befestigungseisens abgenommen werden. Die schief stehende Konstruktion drohte abzustürzen. Das restaurierte Kreuz mit Hahn wurde dann, im Juni 2021, wieder mittels Hubsteiger auf der Turmspitze in fast 60 m Höhe montiert. Am 13. Februar 2023 wurde der obere Teil des Dachreiterturmes von 1875, wegen Instabilität, abgeschnitten und abgehoben. Die Restaurierung der 3,2 t schweren neugotischen Turmspitze soll am Boden erfolgen. Wegen der extrem hohen Kosten war die Renovierung zunächst ungewiss, nachdem das Bistum zugesagt hat den Großteil der Kosten zu übernehmen, ist die Finanzierung gesichert.

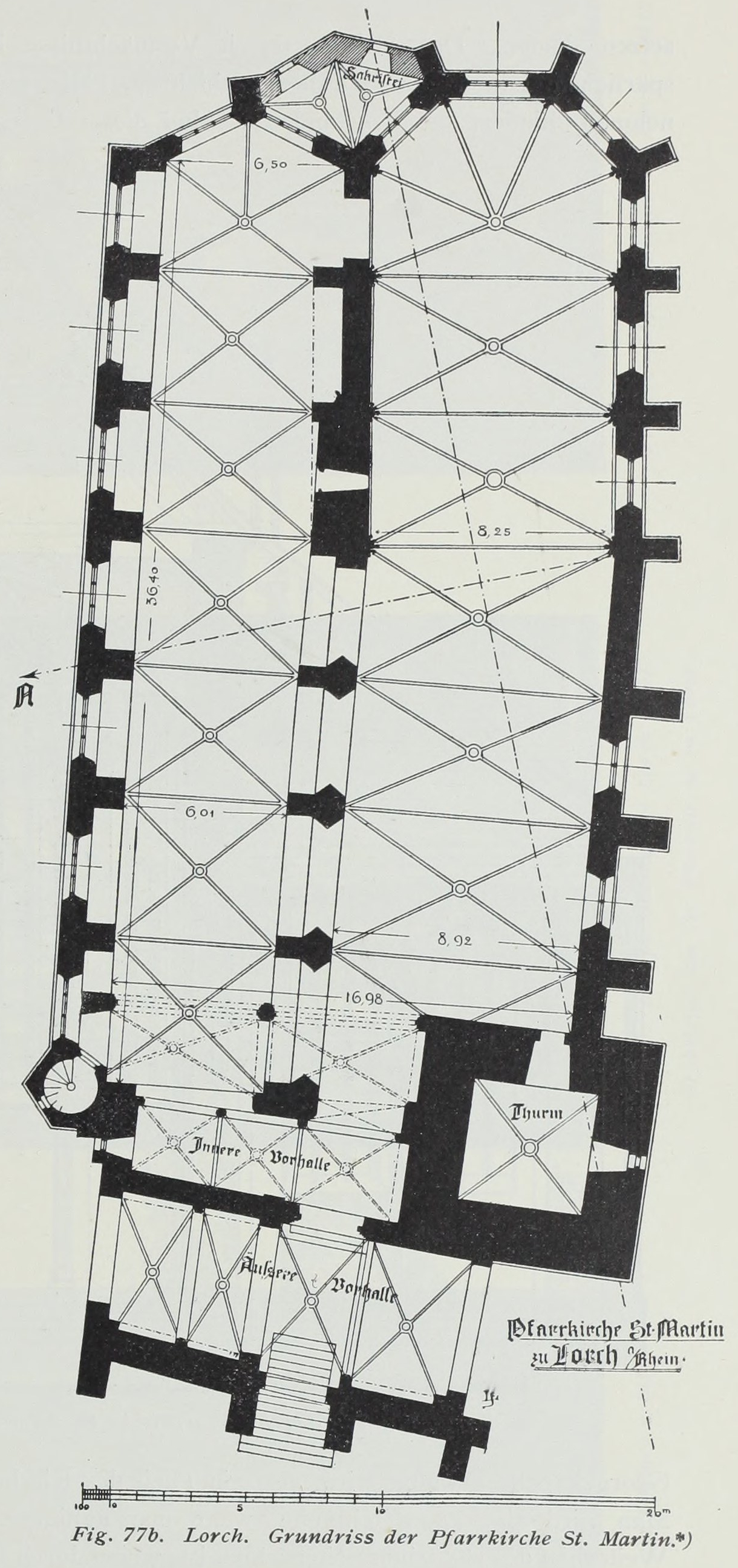
Grundriss von St Martin nach Luthmer (um 1900)
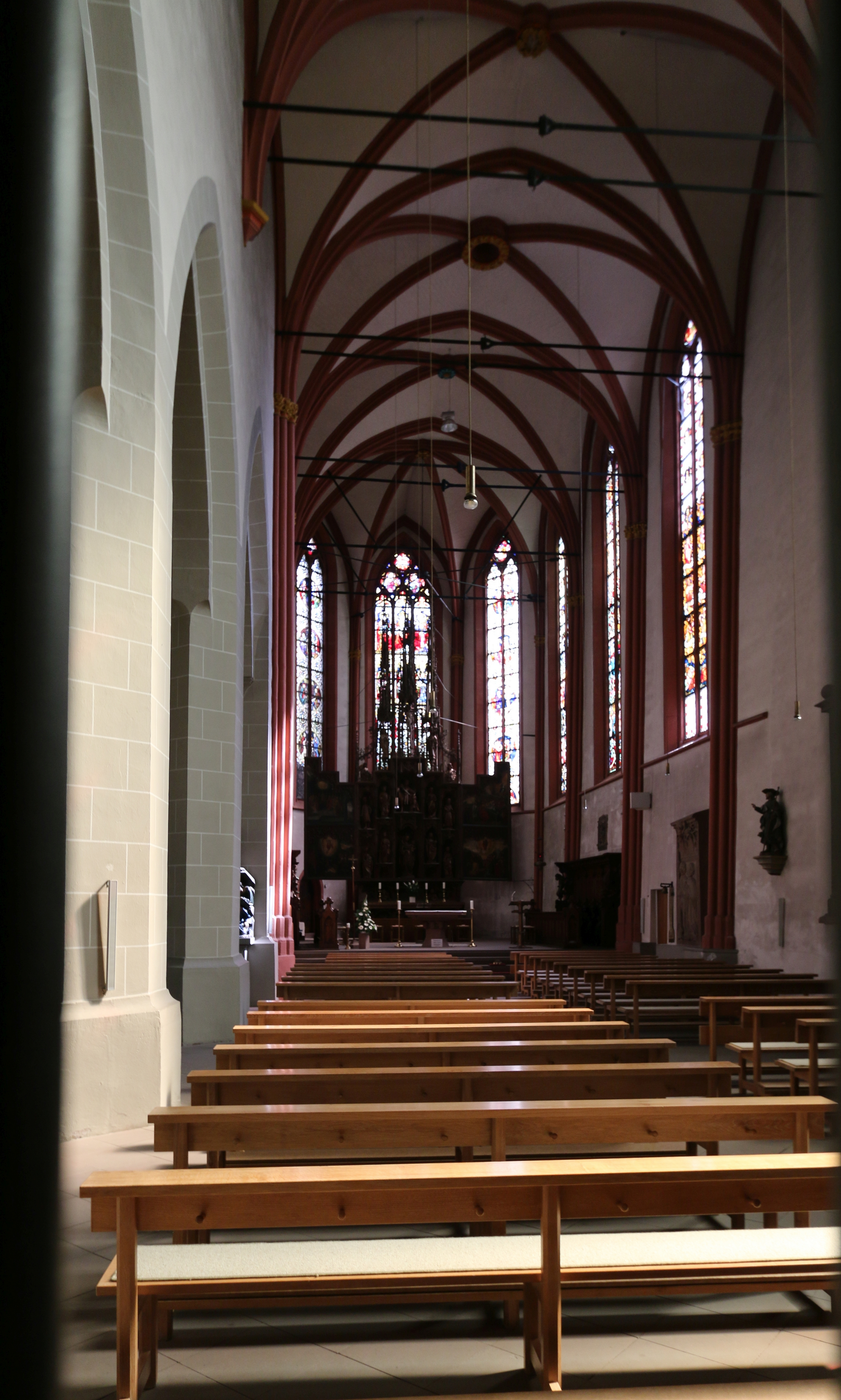
Blick in das Hauptschiff
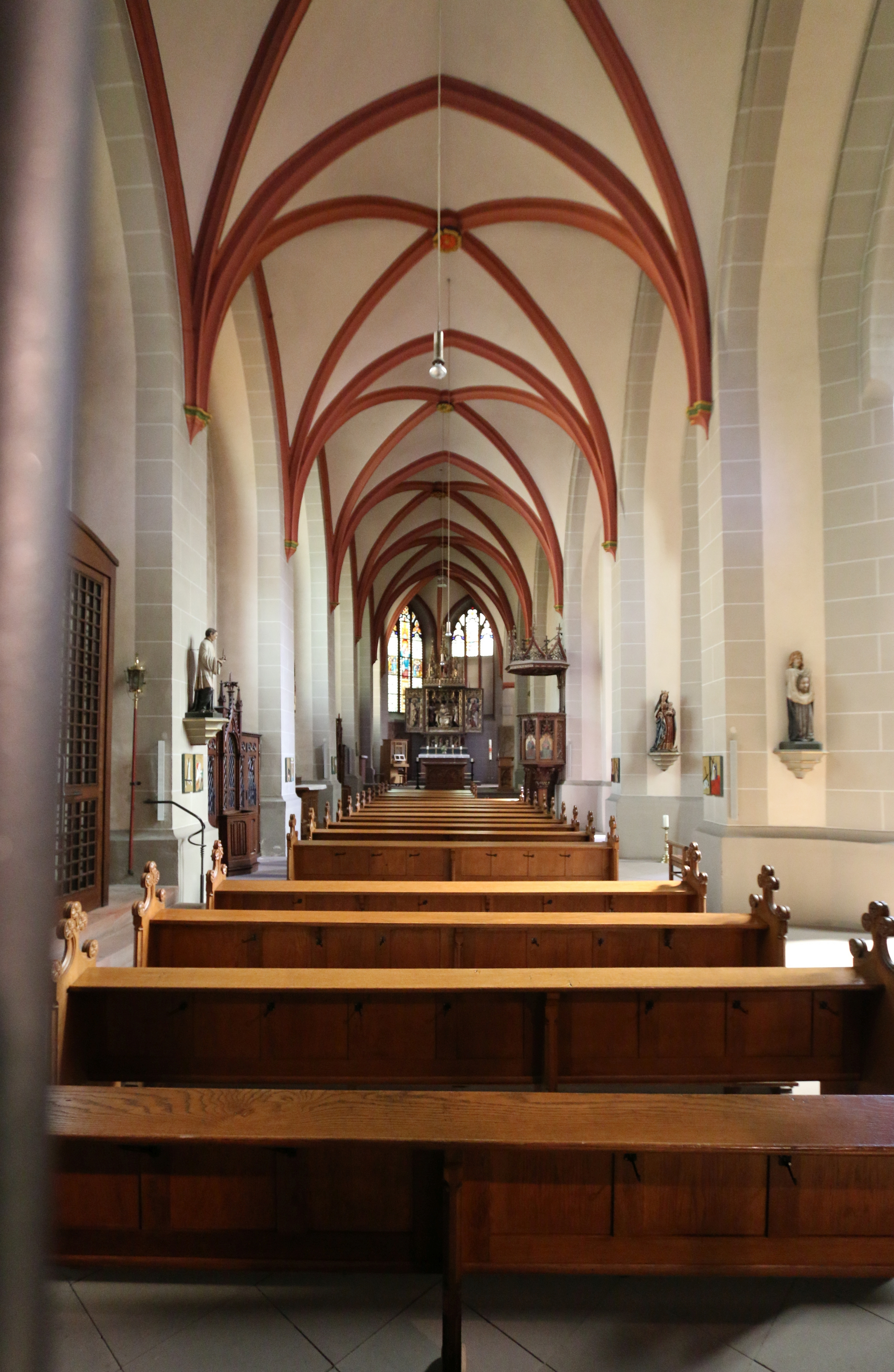
Blick in das Seitenschiff
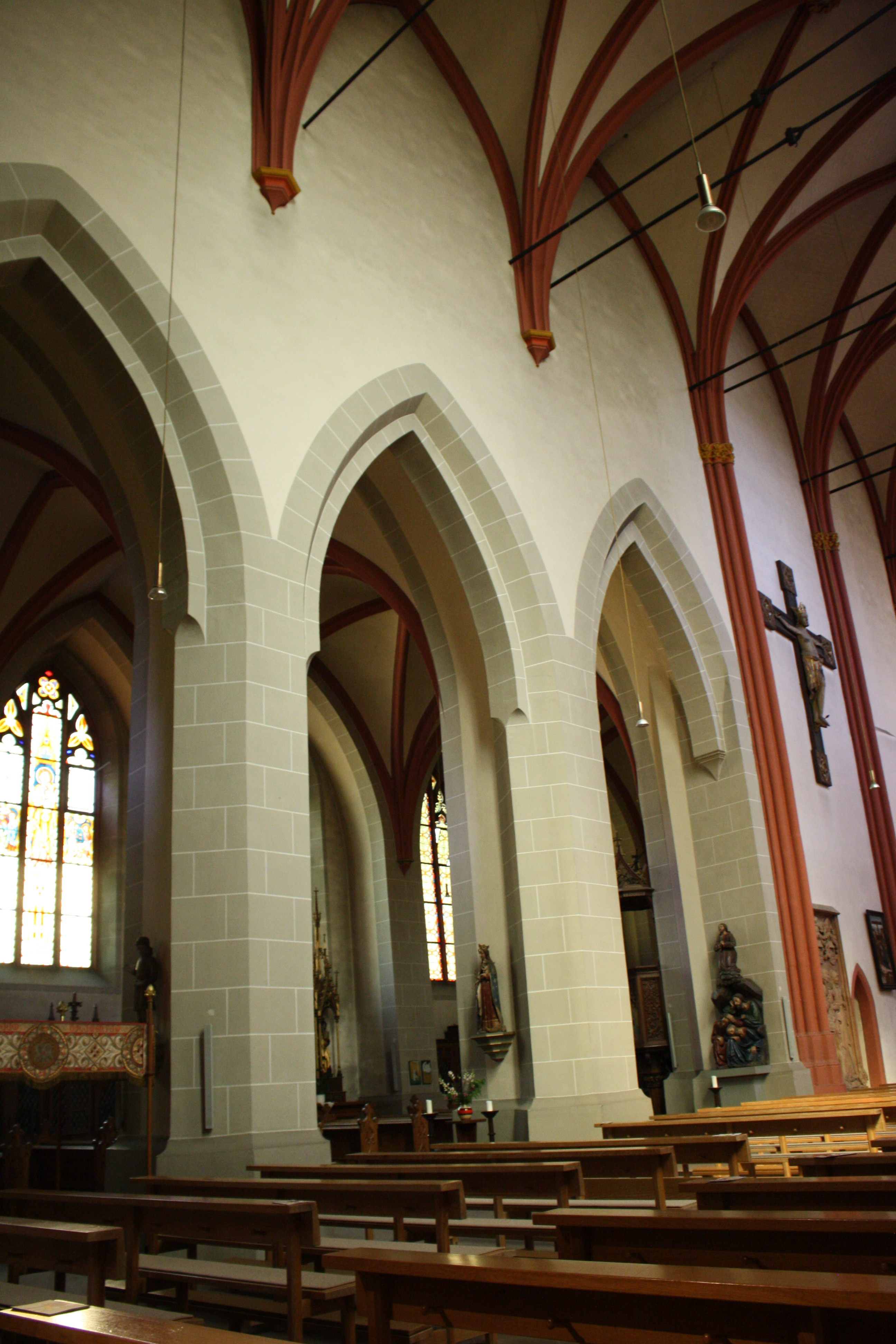
Blick auf die Säulenpforten zum Seitenschiff, in der ehemaligen nördlichen Außenwand der Kirche.
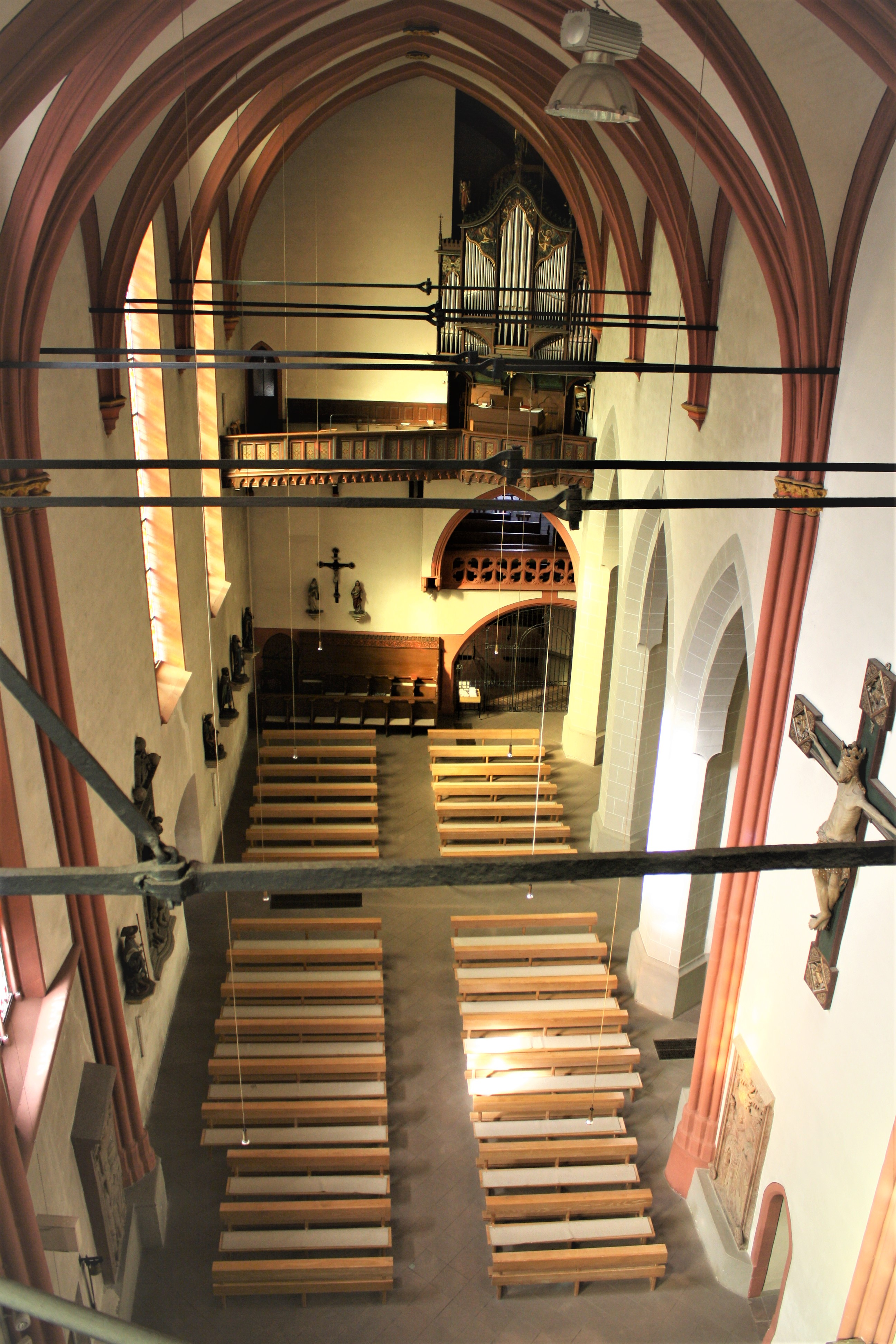
Blick von oben ins Hauptschiff, Richtung Haupteingang und Emporen. Deutlich erkennt man die Gewölbeanker von 1780.
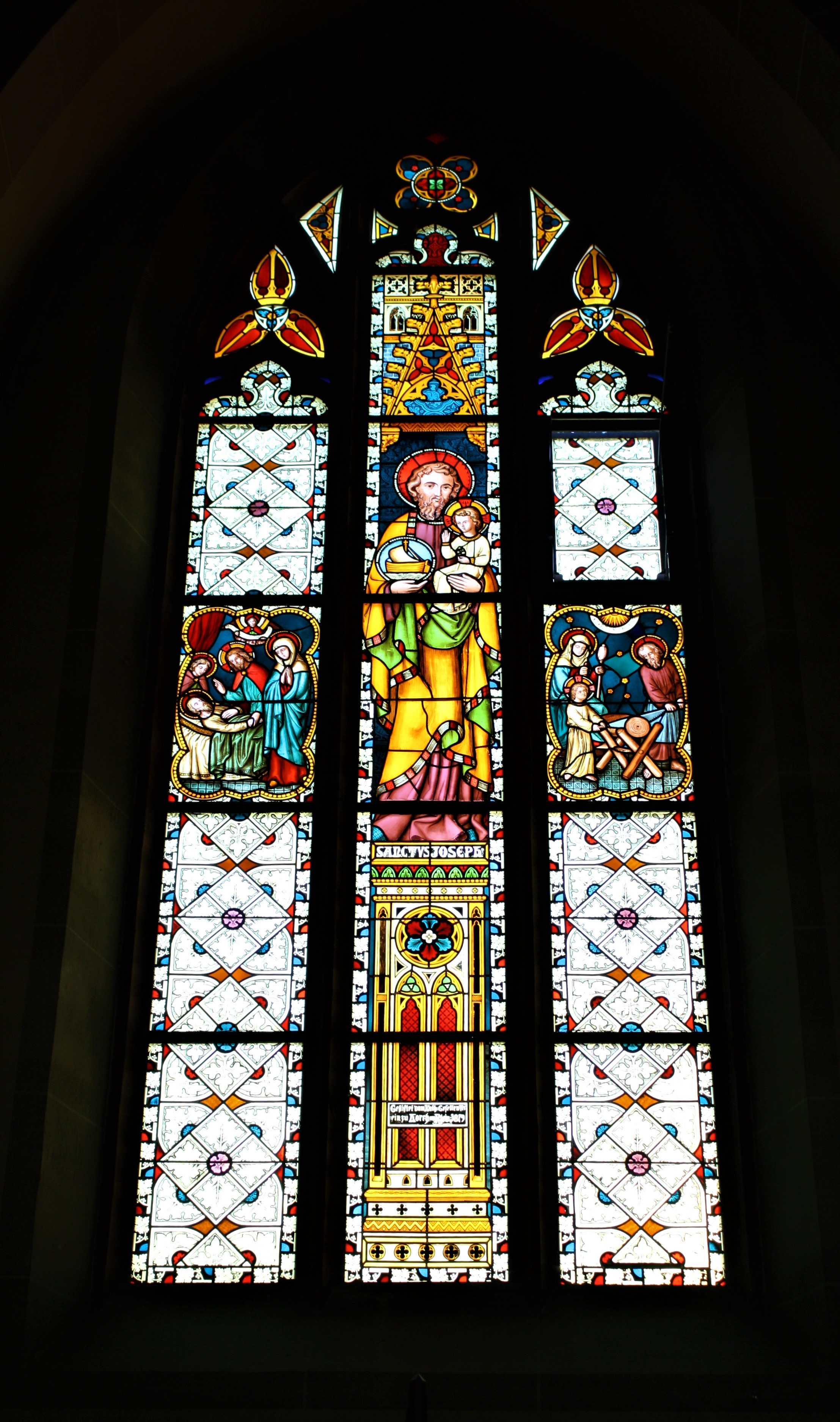
Neugotisches Josephs-Fenster im Seitenschiff (1879 gestiftet vom katholischen Gesellenverein Lorch)
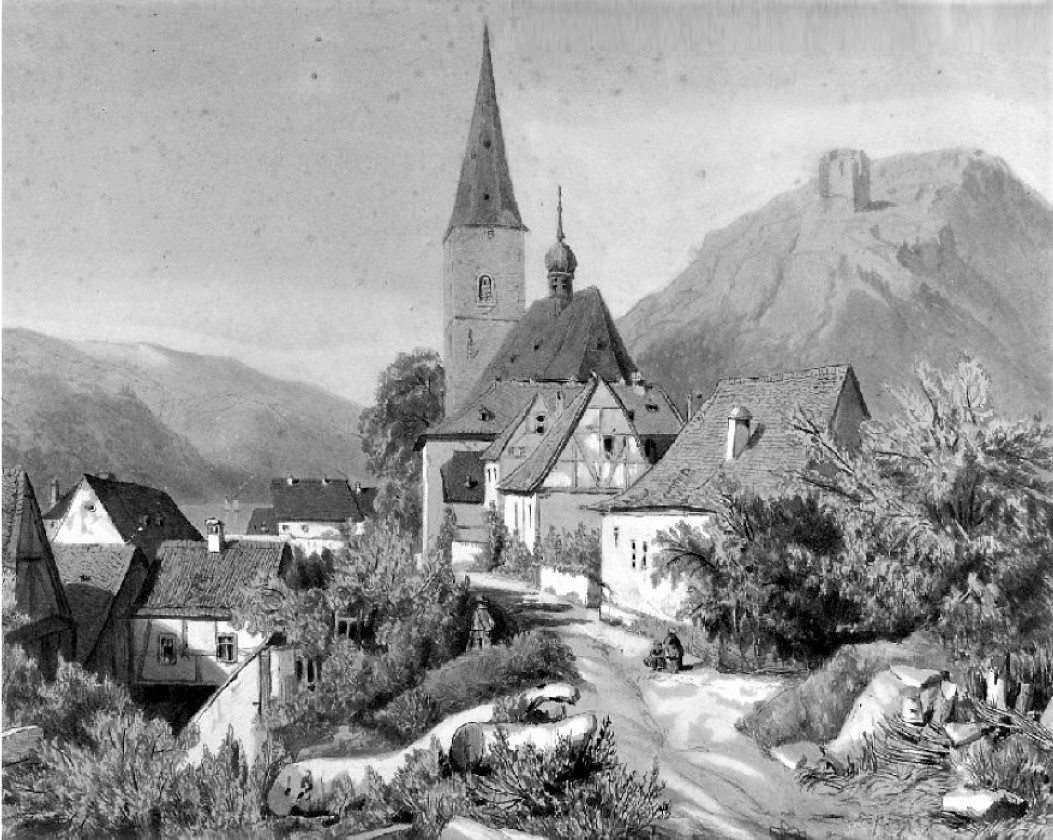
Alter Stich von St. Martin mit barockem Dachreiter von 1732.
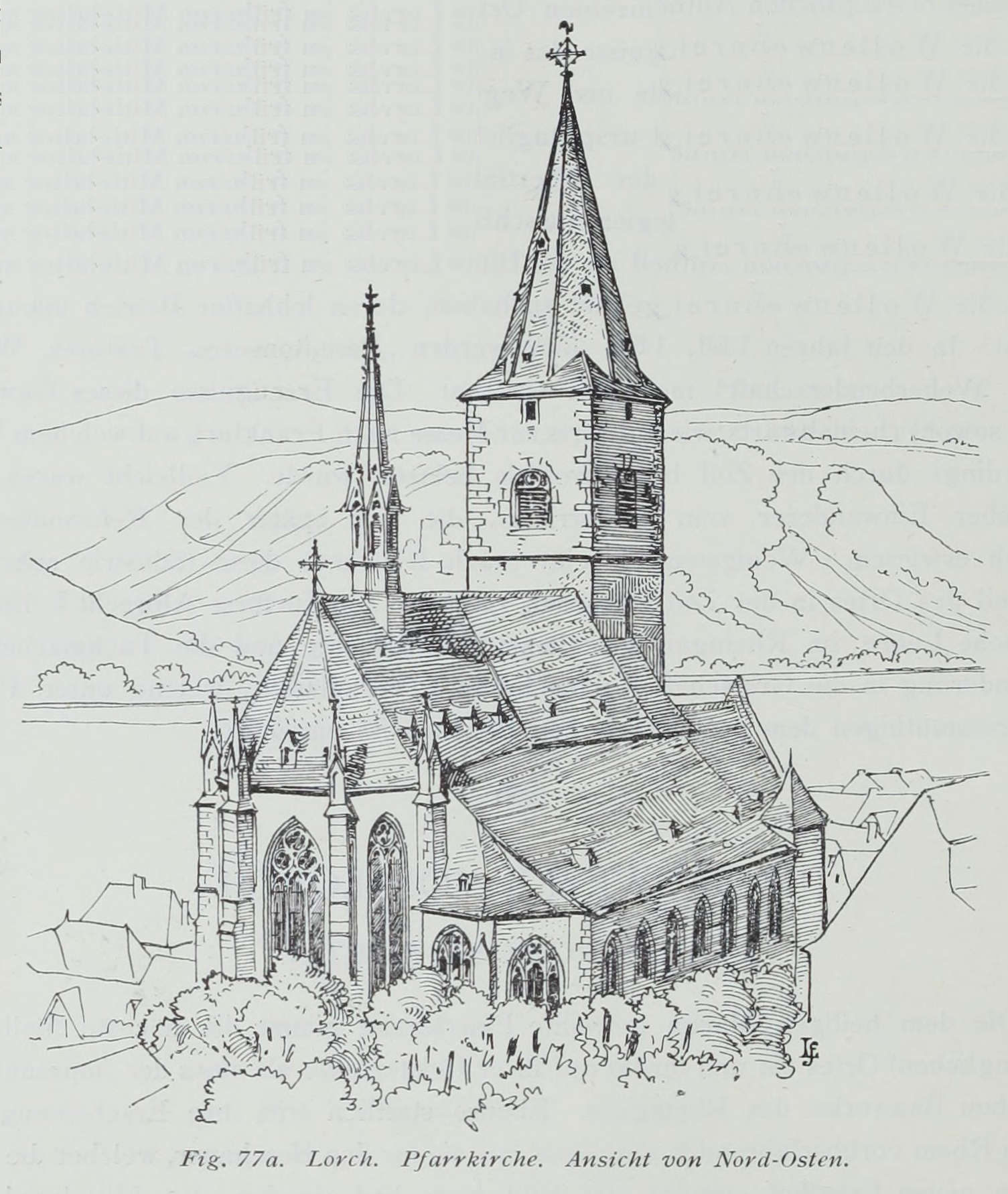
St. Martin Lorch um 1900 mit neugotischem Dachreiter von 1875 aber ohne die Sandsteingalerie von 1912.

Abnahme des Dachreiterturmes am 13. Februar 2023
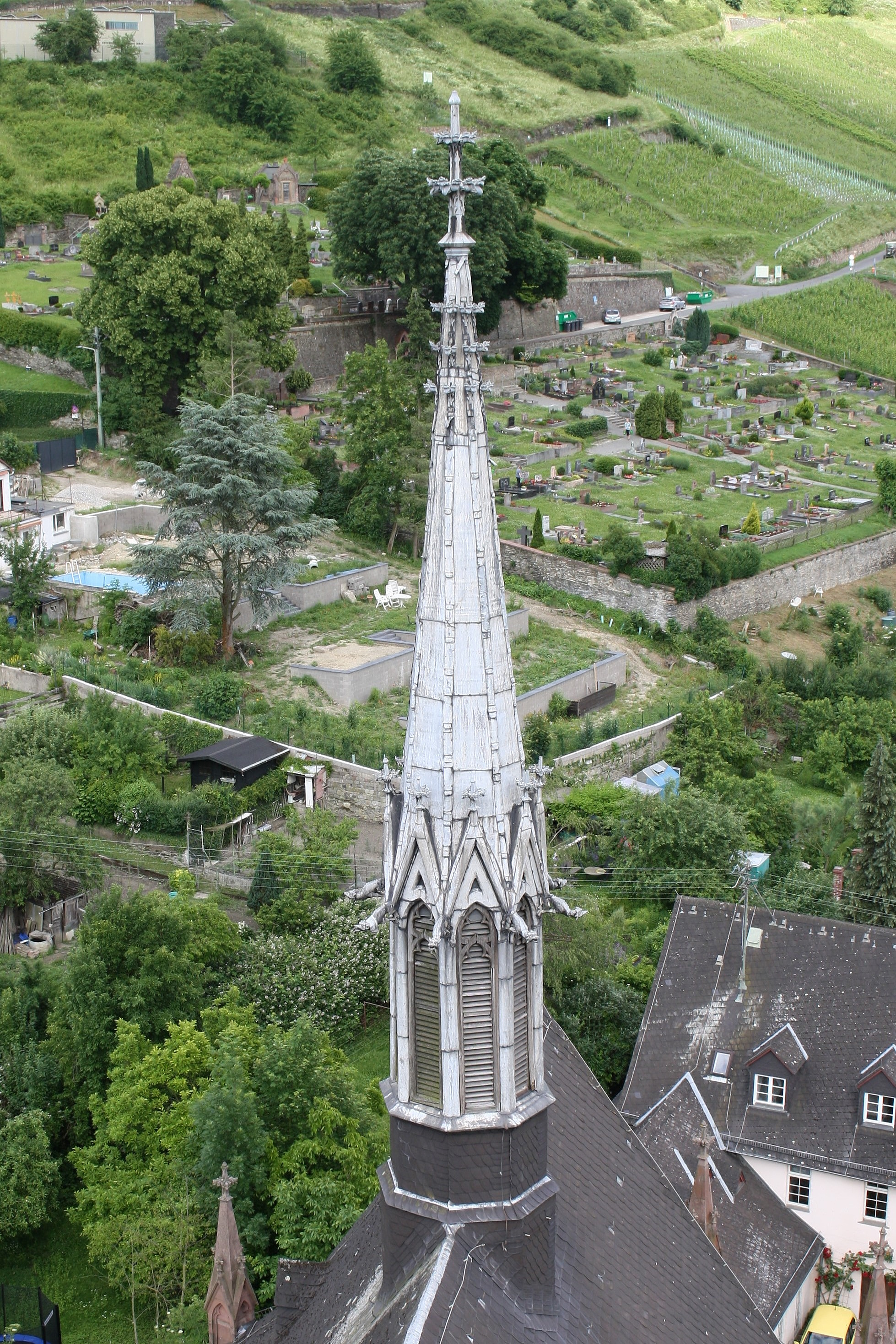
Neugotischer Dachreiterturm von 1875
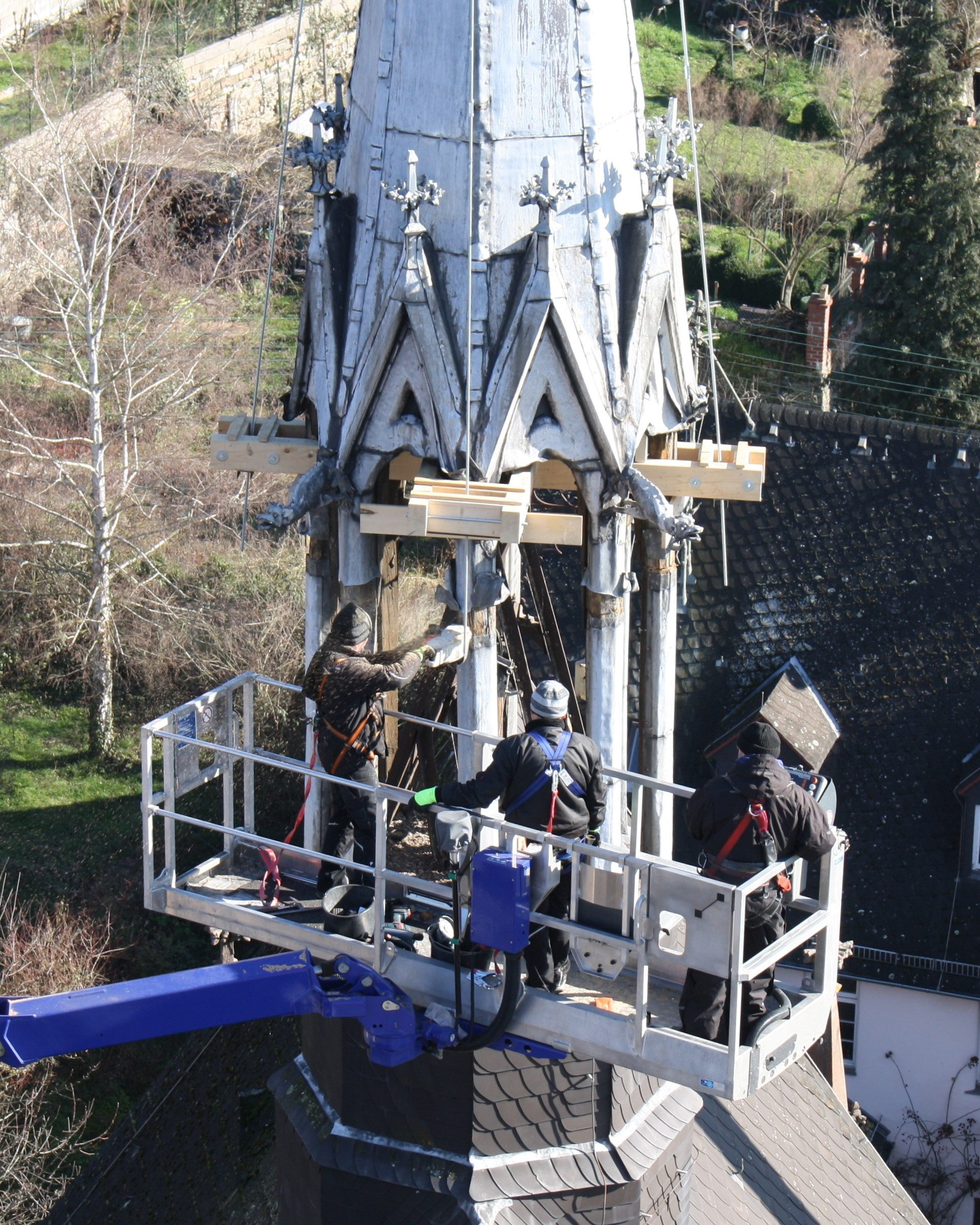
Durchtrennen der Stützbalken
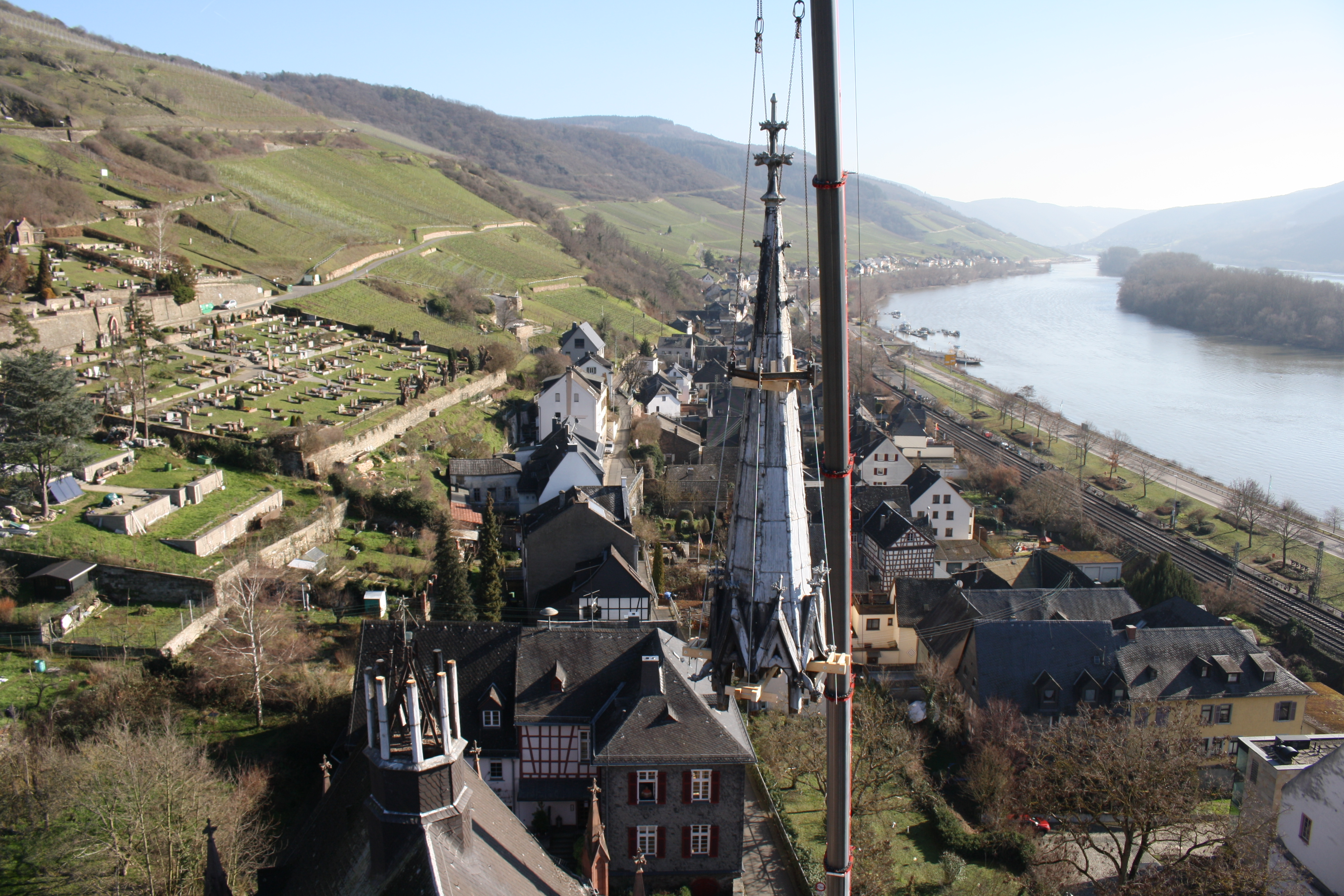
Die Spitze des Dachreiters wird abgehoben
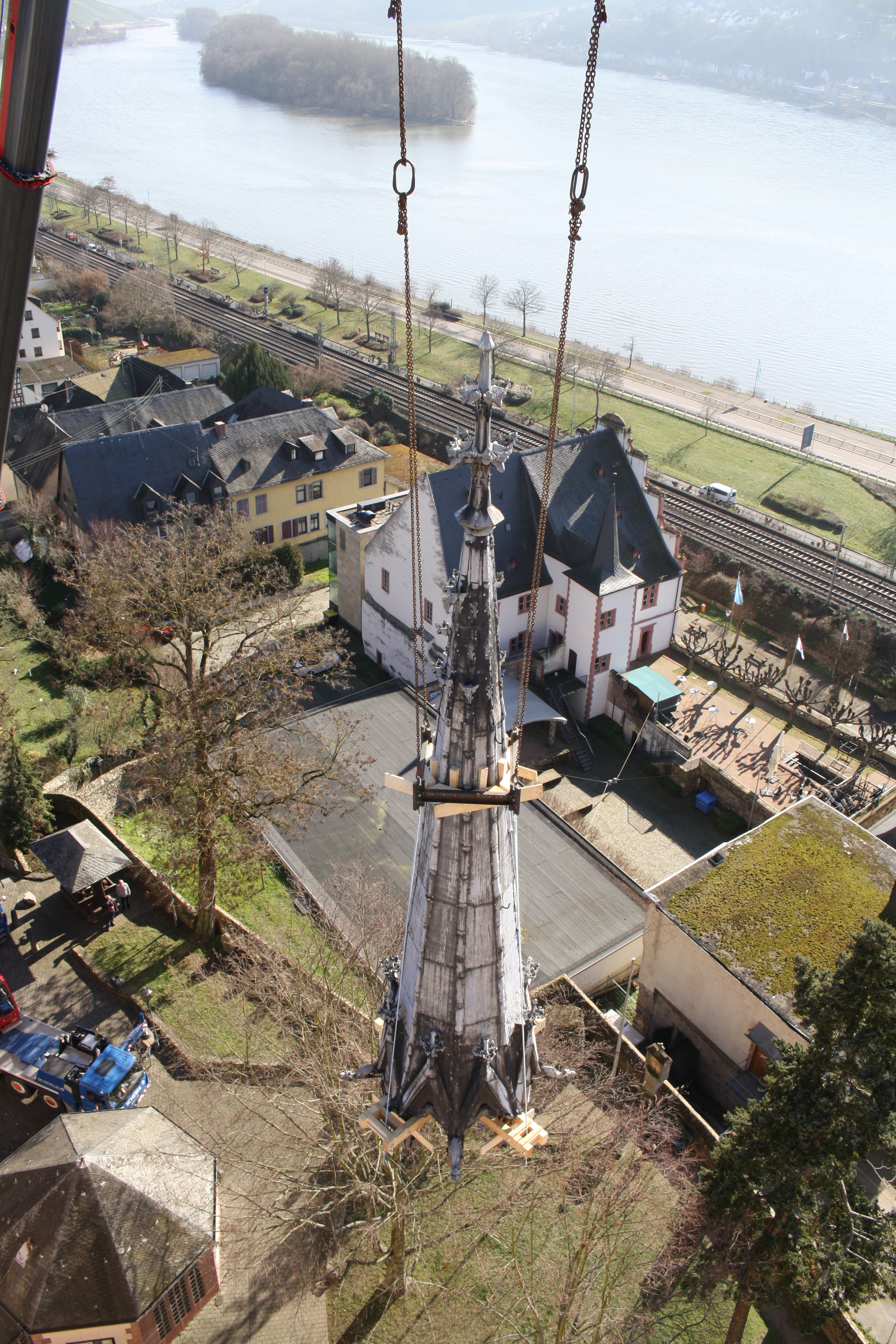
Das 3,2 t schwere Bauteil wird zu Boden gelassen
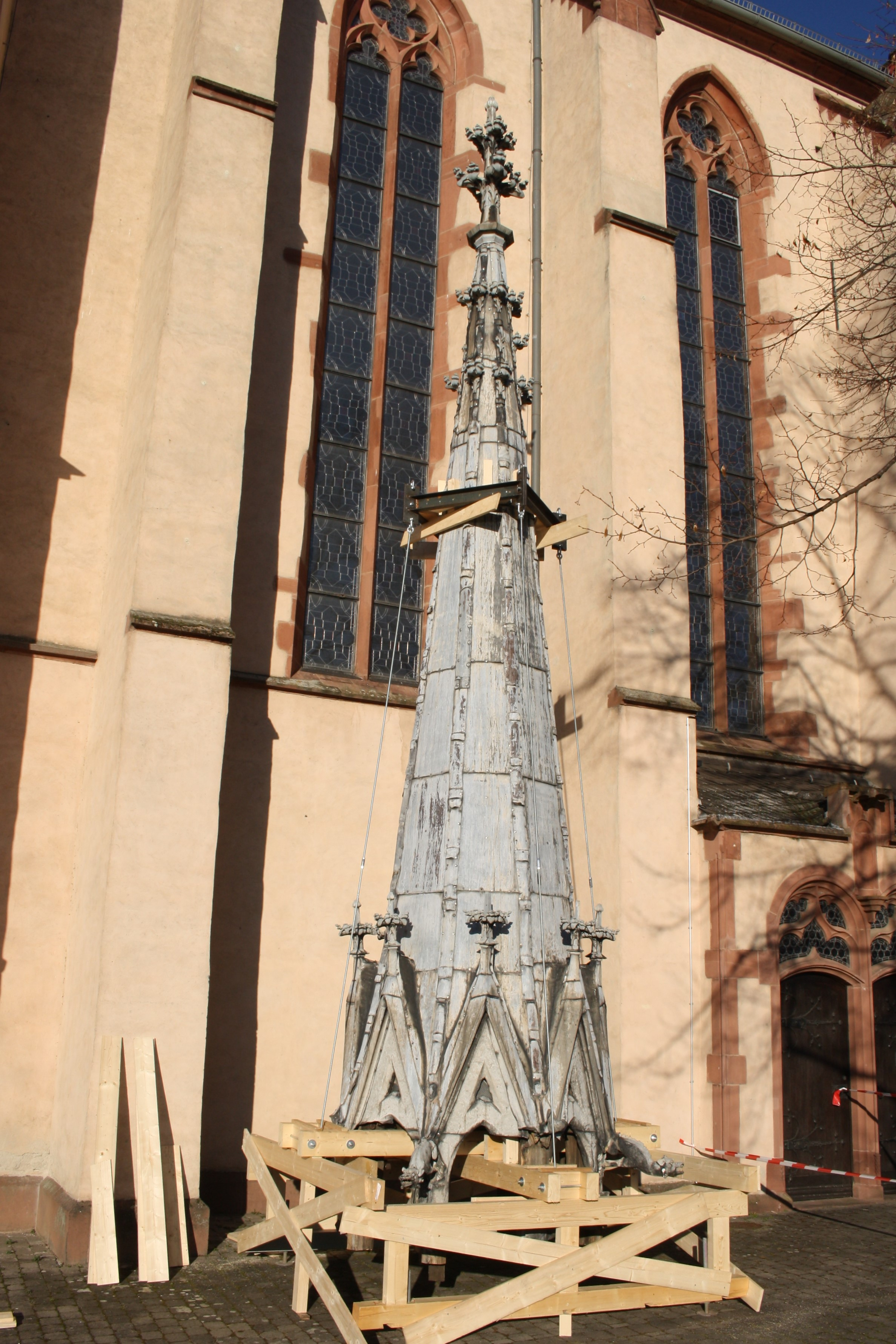
Abgesetzte Turmspitze neben der Kirche

## Ausstattung

### Hochaltar

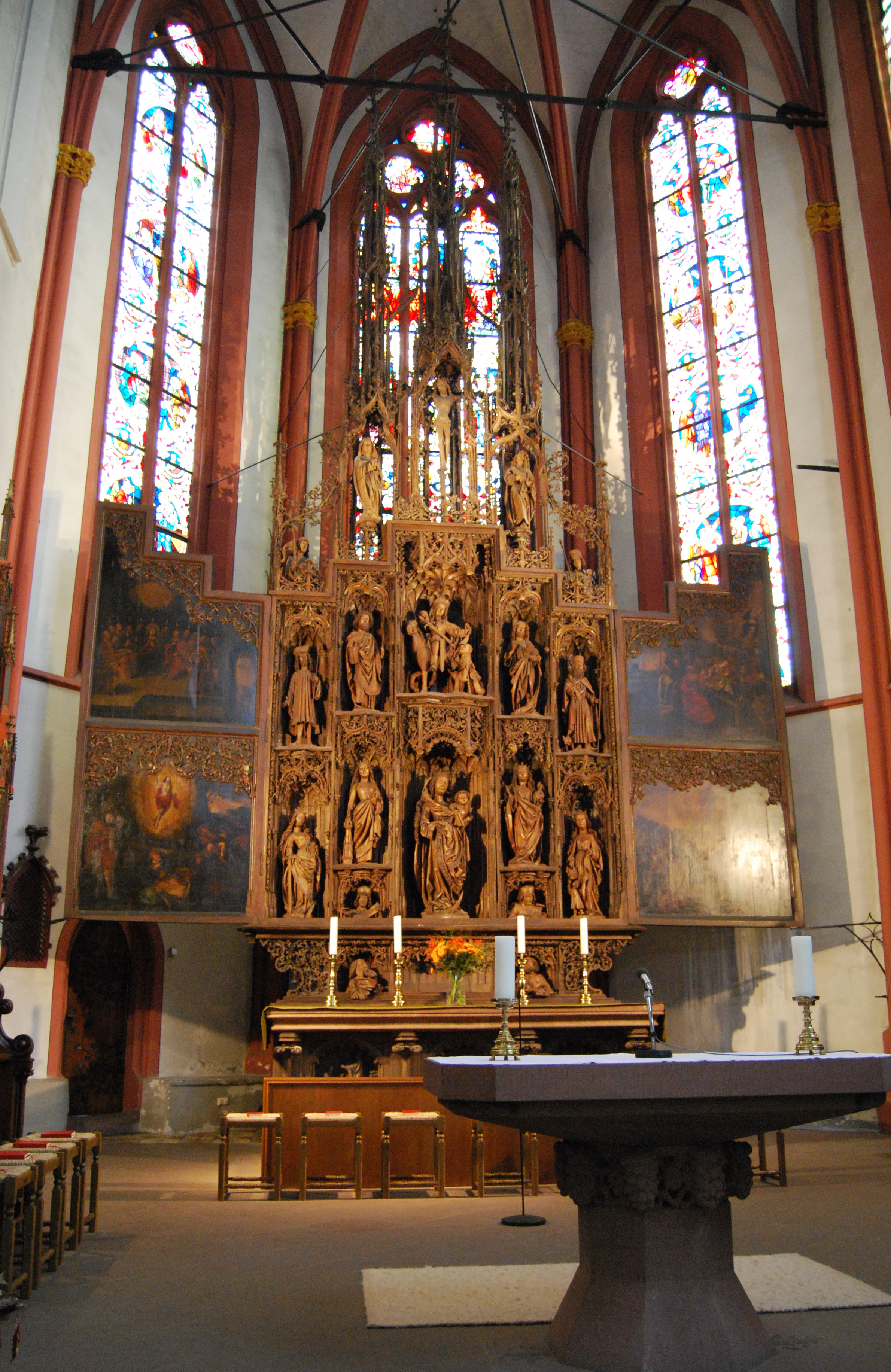
Der spätgotische Lorcher Hochaltar von 1483 gilt als erster monochrom gestaltete Schnitzaltar Deutschlands. Er ist der größte und ausstattungsmäßig besterhaltene im deutschen Kunstbereich.

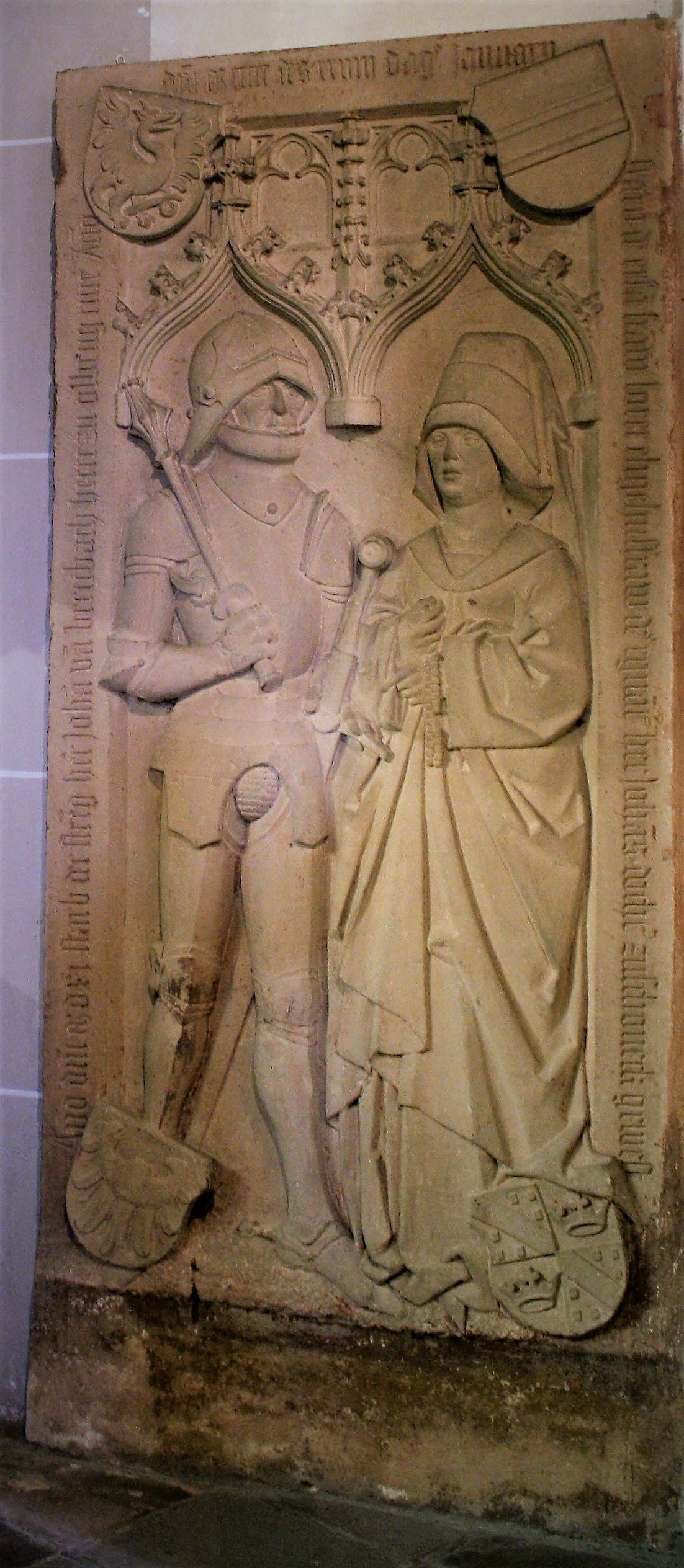
Epitaph: Johann v. Breidbach u. Loretta v. Schöneck

Mittelpunkt der Kirche ist der aus dem Jahr 1483 errichtete Lorcher Hochaltar, der lange Zeit Meister Hans Bilger von Worms zugeschrieben wurde, wobei das nicht als gesichert gelten kann und ein Vergleich mit gesicherten Bilger-Werken (etwa im Frankfurter Liebieghaus) daran zweifeln lässt. Gleichwohl gilt der Lorcher Altar als größter und erster ursprünglich monochrom konzipierter Schnitzaltar des deutschen Kunstbereichs; er ist das wertvollste Kunstwerk im Bistum Limburg.

### Weitere Ausstattung
- Ein gotisches Sakramentshaus aus dem späten 15. Jahrhundert.
- Chorgestühl aus dem Ende des 13. Jahrhunderts mit figürlicher Schnitzerei. Im hinteren Teil des Hauptschiffes befinden sich die sogenannten Herrnstühle, ein altes Gestühl von 1507 mit barocken Umarbeitungen. Die Wangen tragen eingeritzte verschlungene Schriftbänder mit einer Rätselinschrift.
- Ein Epitaph mit einer vollplastischen Figur des Ritters Johann Hilchen von Lorch.[5][6]
- Fünf künstlerisch hochwertige Grabplatten mit lebensgroßen figürlichen Darstellungen der Verstorbenen, in gutem Erhaltungszustand (Johannes III. Marschall von Waldeck / 1364,[7][8] Johann von Eschbach und Anna von Rossau / 1496,[9][10] Johann von Breidbach und Loret von Schöneck / 1500,[11][12] Johann II. Hilchen von Lorch und Elisabeth von Walderdorff / 1512,[13][14] Philipp IV. Hilchen von Lorch und Elisabeth von Bicken (1480) / 1517[15][16]).
- Gedenktafel des Marquard vom Stein zu Jettingen (* 1479, † 14. Januar 1559), Dompropst von Mainz, Bamberg und Augsburg. Er war zugleich auch Pfarrer von St. Martin in Lorch. Der Wappenstein erinnert an die von ihm finanzierte Restaurierung des Chores 1555, nach dem Brand von 1554. Inschrift: MARQVA(R)DVS VOM STEIN DEI GRACIA MOGVNTINE BAMBERGE ET AVGVSTE ECCL(ES)IARVM P(RAE)P(OSI)TVS FIERI CVRAVIT A(NN)O MDLV.[17]
- Ein Taufstein aus dem Jahr 1464.[18]
- Neugotische Ausstattung im Seitenschiff, dem sog. Presberger Schiff, mit Bänken, zwei Beichtstühlen, einer Kanzel, einem Sebastianus-Altar und einem Verlobung-Mariens-Altar. Im Chor befindet sich als Hauptaltar ein Altar der schmerzhaften Mutter, wahrscheinlich von Caspar Weis (* 1849, † 1930). In der Predella und im Hauptturm des Gesprenges wurden spätgotische Figuren, die aus Vorgängeraltären stammen dürften, in den neugotischen Flügelaltar integriert.
- Original erhaltenes Fenstermaßwerk aus rotem Sandstein. Im Hauptchor aufwendig und fein ausgearbeitet, im Haupt- und Seitenschiff einfacher gestaltet. Die Fenster selbst wurden um 1880/90 komplett erneuert, sie zeigen zeittypische Muster, Bilder und Motive.

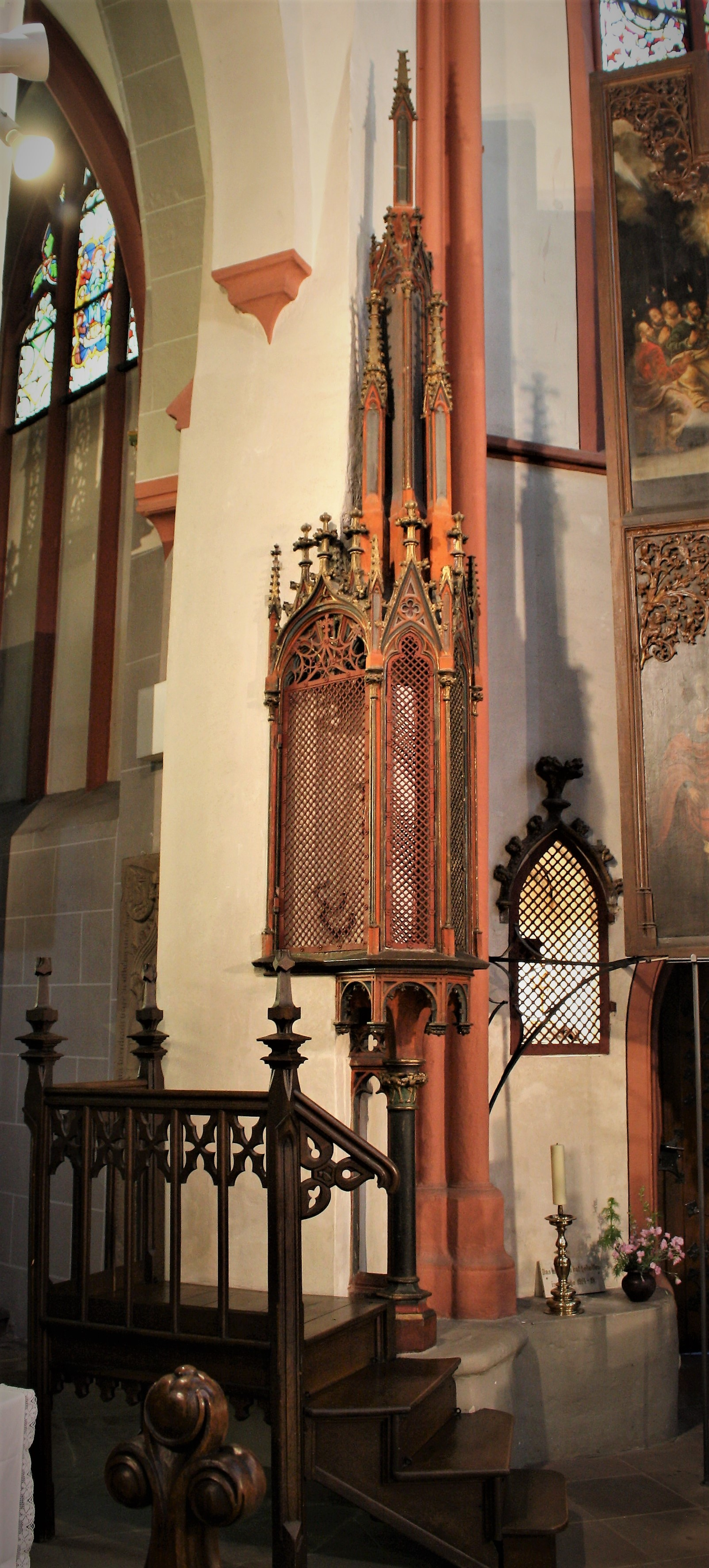
Sakramentshaus Ende 15. Jahrhundert, daneben in der Wand eingelassen eine gotische Sakramentsnische
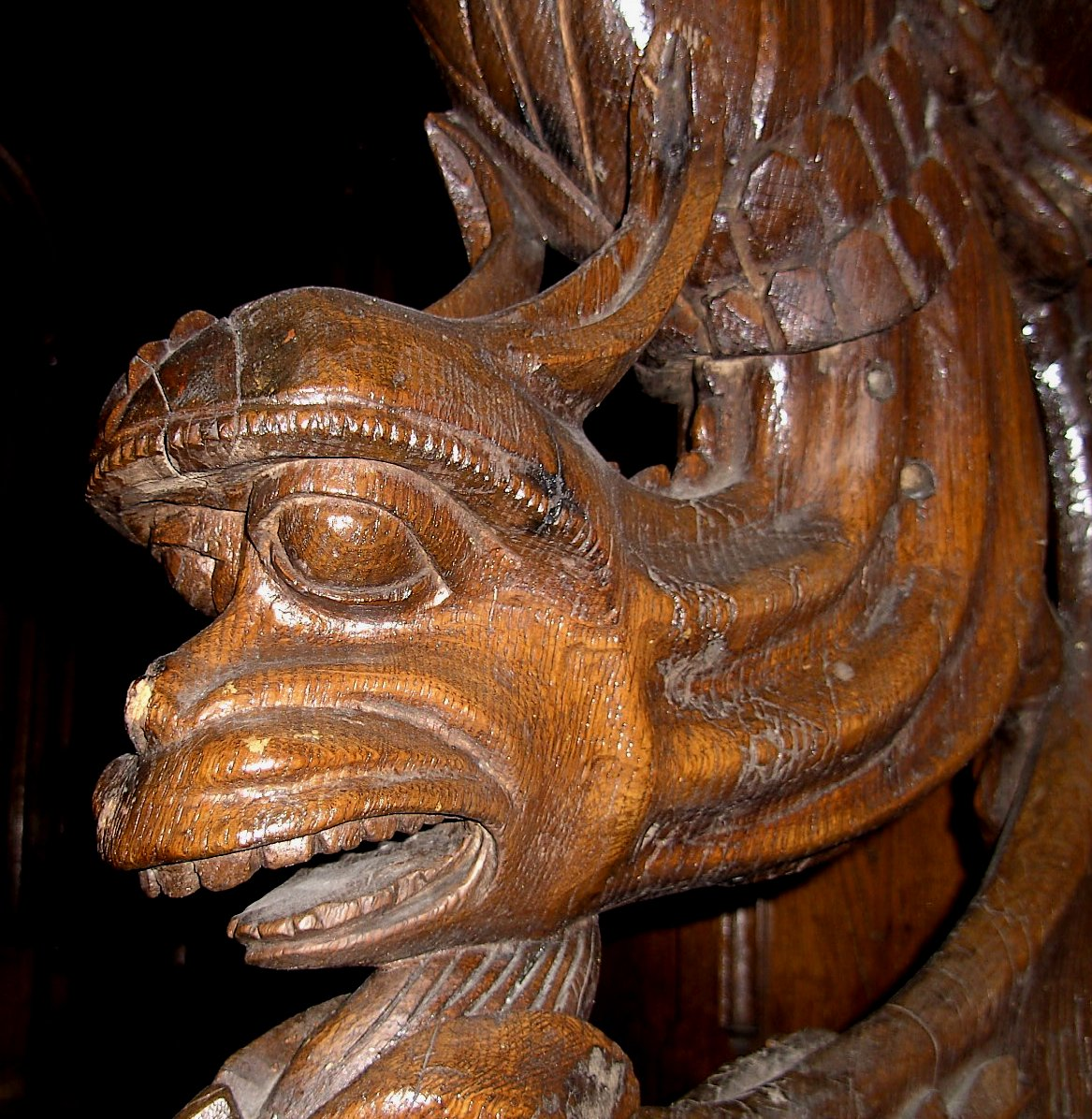
Detailaufnahme vom Lorcher Chorgestühl Drachendarstellung
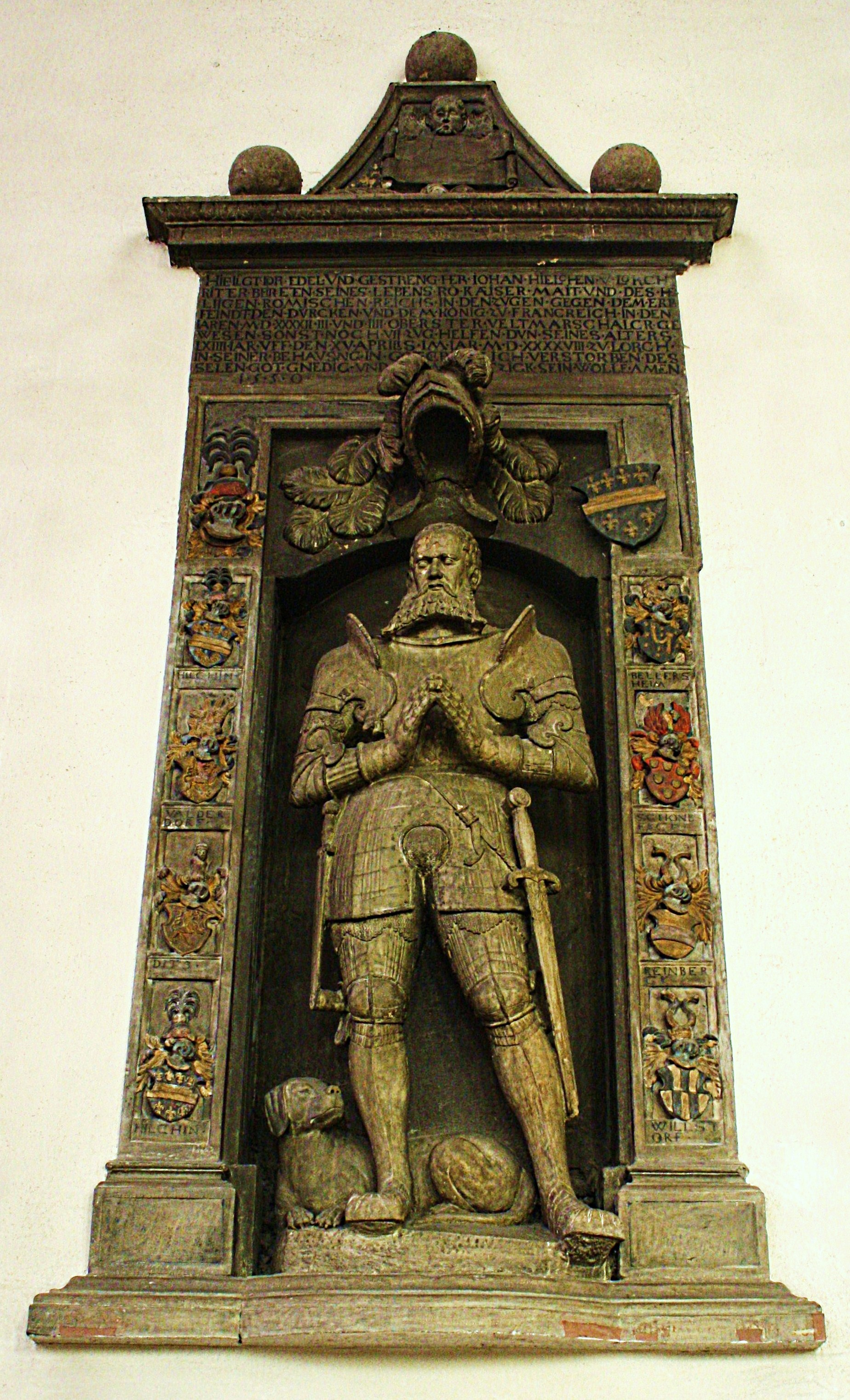
Epitaph Johann Hilchen von Lorch
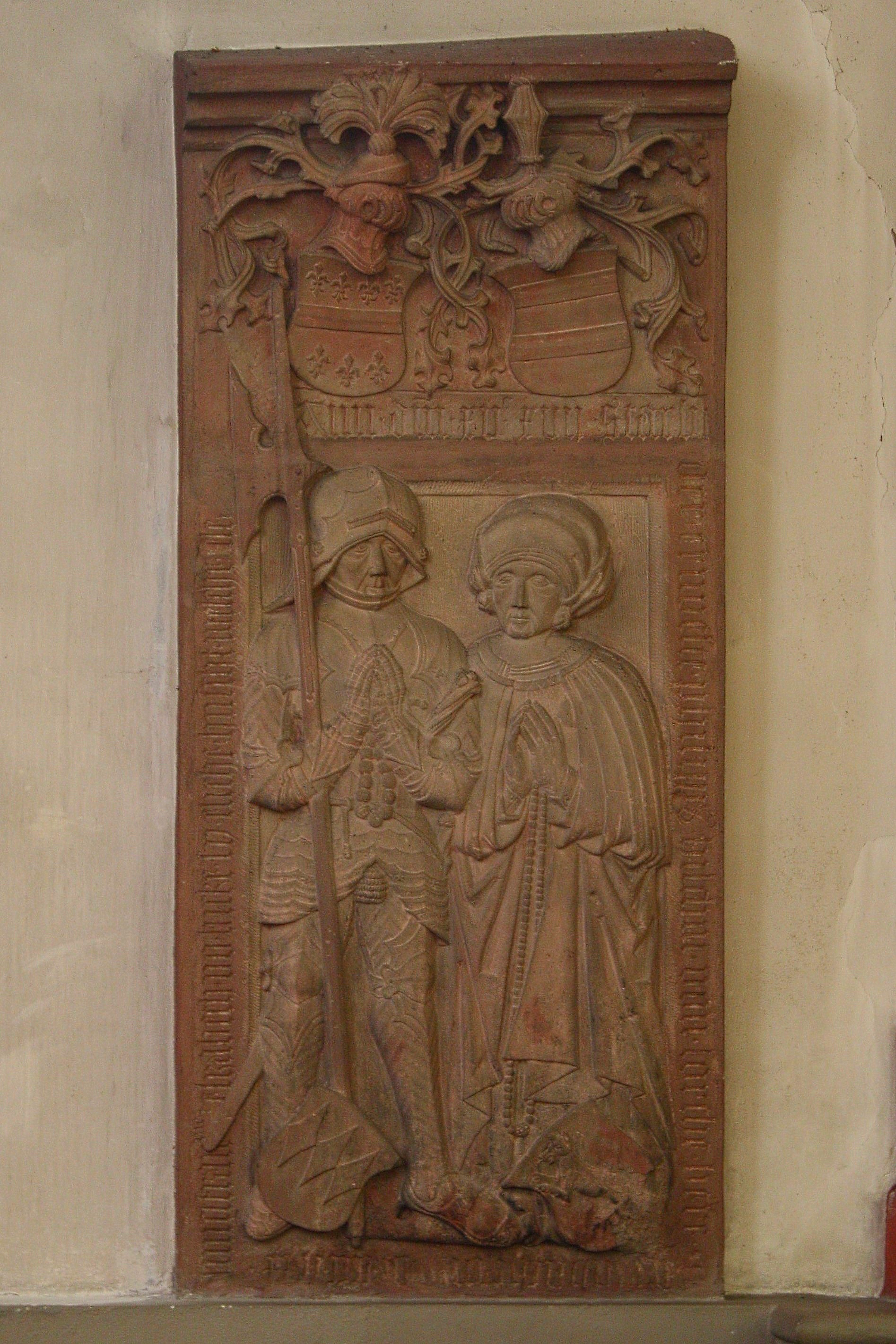
Grabplatte von Philipp (IV.) Hilchen von Lorch und Elisabeth von Bicken
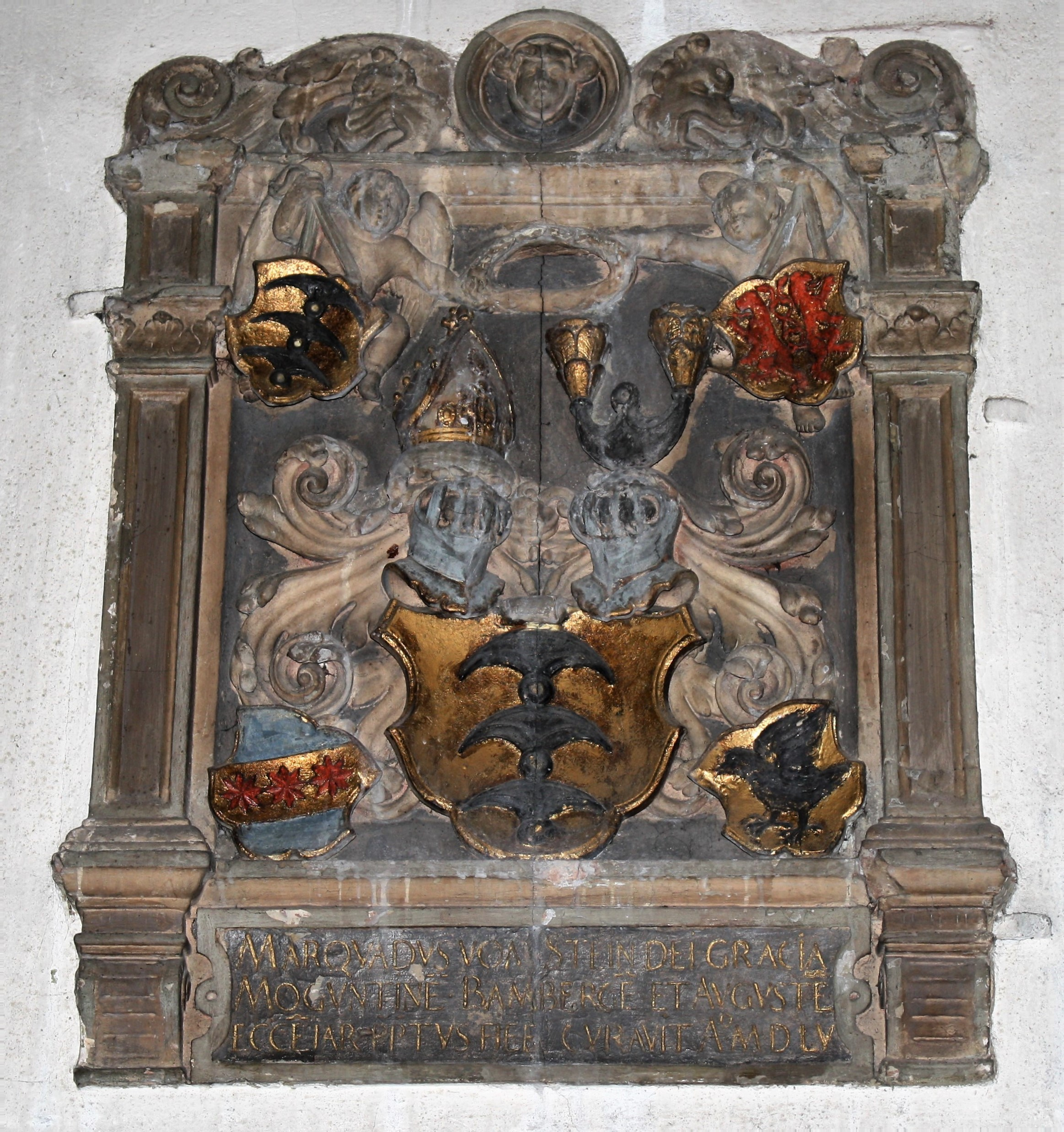
Gedenkstein des Dompropstes Marquard vom Stein anlässlich der Renovierung des Chores 1555
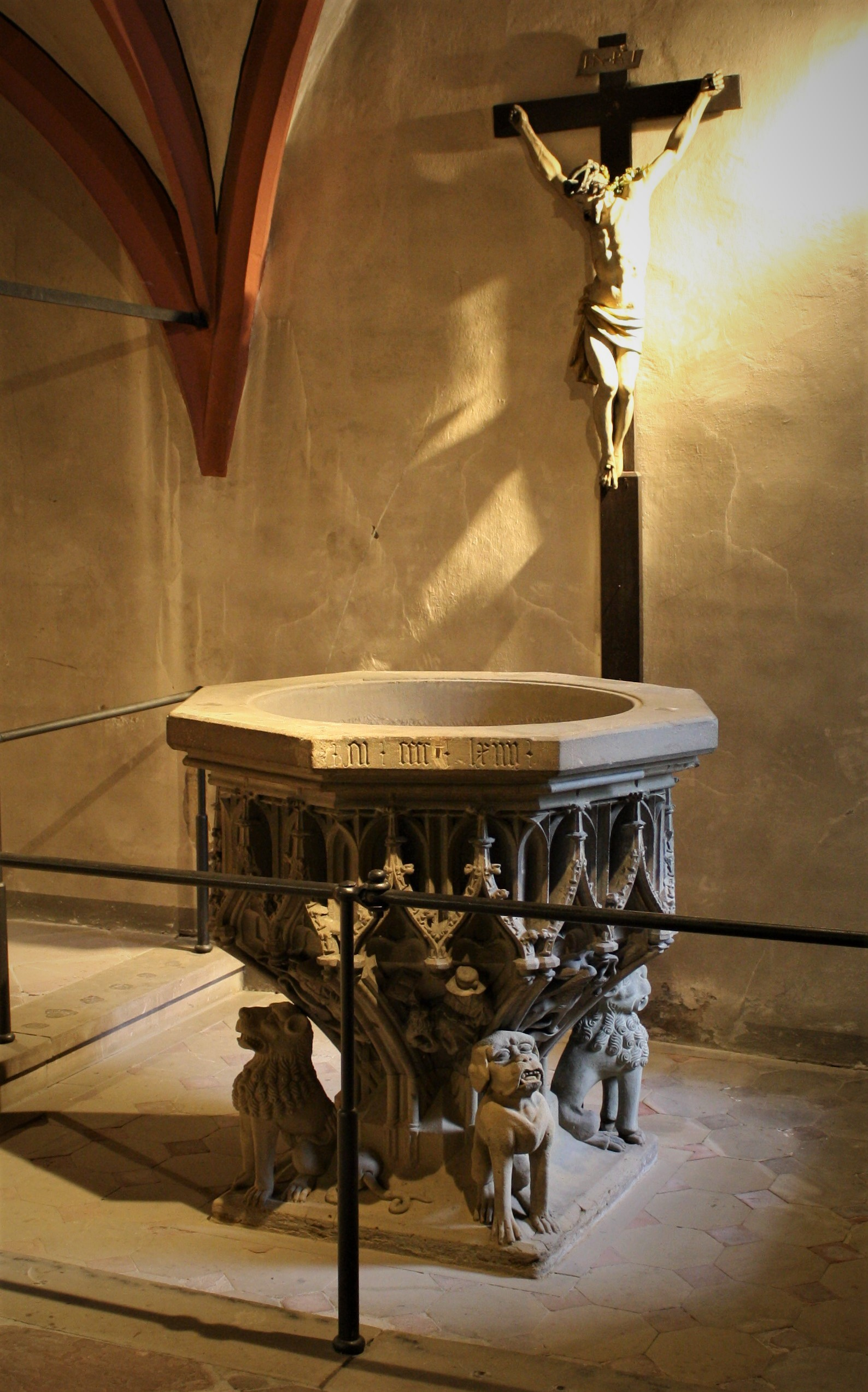
Taufbrunnen aus hellgrauem Sandstein von 1464
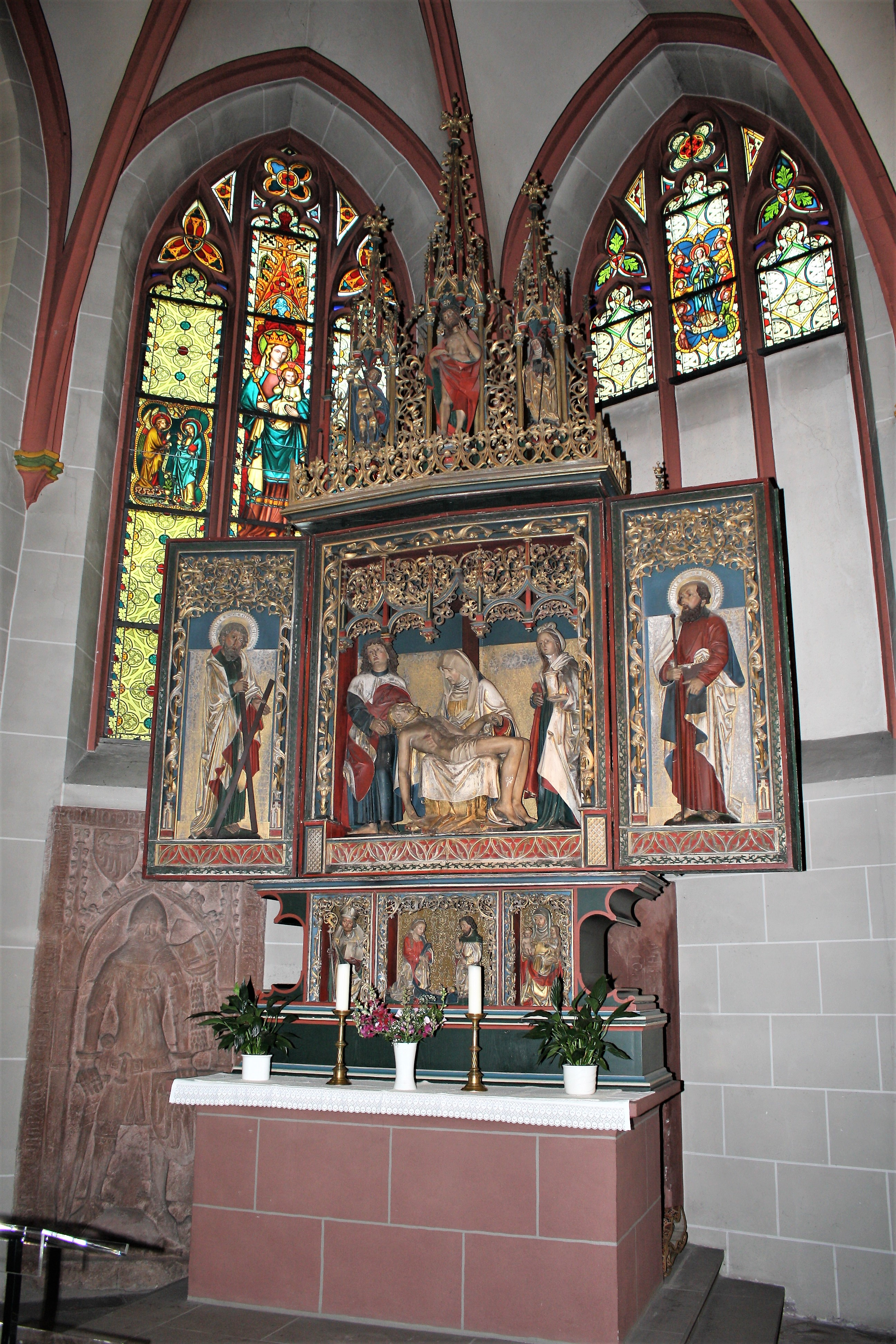
Neugotischer Hauptaltar des Seitenschiffes, gewidmet der schmerzhaften Mutter mit integrierten spätgotischen Figuren

### Skulpturen
| Nr. | Foto | Name                        | Material                 | Größe              | Standort und Beschreibung | Entstehungszeit                      |
| --- | ---- | --------------------------- | ------------------------ | ------------------ | --- | ------------------------------------ |
| 1   |      | Johannes der Täufer         | Holz                     | 104 cm             | Taufkapelle: Barockfigur aus der Werkstatt des Mainzer Hofbildhauers Franz Matthias Hiernle mit den typischen Attributen des Täufers Johannes: Hl. Schrift, Lamm und Muschel als Taufschale. Die Figur stand ehemals in der Kreuzkapelle und wurde 1988, aus Sicherheitsgründen, hier aufgestellt. | Anfang 18. Jahrhundert               |
| 2   |      | Christus am Kreuz           | Holz                     |                    | Taufkapelle: Darstellung des ans Kreuz genagelten Christus. | 18. Jahrhundert                      |
| 3   |      | Kreuzigungsgruppe           | Holz                     | 92 cm              | Turmwand Hauptschiff: Kreuzigungsgruppe mit Maria der Mutter Jesus und Johannes; die beiden Figuren stammen wahrscheinlich aus einem ehemaligen Altar. In der Mitte: Kreuz mit altem Corpus Christi, an den Kreuzbalken die Evangelistensymbole. | 18. Jahrhundert / der Korpus um 1400 |
| 4   |      | Judas Thaddäus              | Holz                     | 116 cm             | Hauptschiff Rheinseite: Die 1. Figur von rechts stellt den Apostel Judas Thaddäus dar, zu erkennen an der Keule, die auf sein erlittenes Martyrium hinweist. | um 1500                              |
| 5   |      | Rochus von Montpellier      | Holz                     | 121 cm             | Hauptschiff Rheinseite: Die 2. Figur von rechts wurde früher als Jakobus der Jüngere oder als Heiliger mit Stab bezeichnet. Es handelte sich aber ursprünglich um den Hl. Rochus von Montpellier. Deutlich streckt die Figur dem Betrachter sein Knie entgegen, um so auf seine Pestwunde über dem Knie hinzuweisen. Allerdings wurde diese Kniewunde irgendwann mit Gips geschlossen und mit einem Hosenbein bedeckt. | um 1500                              |
| 6   |      | Jakobus der Ältere          | Holz                     | 121 cm             | Hauptschiff Rheinseite: Die 3. Figur von rechts stellt den Apostel Jakobus den Älteren dar, zu erkennen am Pilgerstab und den Jakobsmuscheln an Hut und Mantel. | um 1500                              |
| 7   |      | Wendelin                    | Holz                     | 110 cm             | Hauptschiff Rheinseite: Die 4. Figur von rechts stellt den Heiligen Wendelin dar. Vor seinen Füßen liegt die von ihm verschmähte Fürstenkrone, er trägt statt derer einen Hirtenhut. Mit der einen Hand hält er die auf seinem Knie liegende Hl. Schrift, mit der anderen stützt er sich auf einen Hirtenstab. | um 1500                              |
| 8   |      | Rochus von Montpellier      | Holz                     | 120 cm             | Hauptschiff Rheinseite: Die 5. Figur von rechts stellt wie Nr. 5 (siehe oben) den Hl. Rochus dar. Diesmal erkennt man ihn an dem Brot tragenden Hund an seiner Seite. Dieser soll ihn, laut Legende, während seiner Pesterkrankung mit Nahrung versorgt haben. Die Figur stand ehemals in der Kreuzkapelle und wurde 1988, aus Sicherheitsgründen, hier aufgestellt. | 18. Jahrhundert                      |
| 9   |      | Triumphkreuz                | Holz                     | 350 cm             | Im Hauptschiff an der Trennwand zum Seitenschiff vor dem Chor hängt ein wertvolles frühgotischesTriumphkreuz aus dem Vorgängerbau dieser Kirche. In späterer Zeit wurde das Kreuz gotisiert, denn ein triumphierender Christkönig mit edelsteingeschmücktem Lendenschurz und Reliquienschrein in der Seitenwunde passte nicht mehr in die Zeit. Die Edelsteine wurden entfernt, der Korpus übermalt, Kopfhaar und Bart mit Hanf beklebt, die Königskrone durch eine Dornenkrone ersetzt. In der ersten Hälfte des 20. Jahrhunderts versuchte man dann die alte Fassung wiederherzustellen. Da die Kreuzbalken stark eingekürzt waren, hat man versucht, durch neue Medaillons mit den Symbolen der vier Evangelisten dem ehemaligen Aussehen möglichst nahezukommen. | ca. 1250                             |
| 10  |      | Schlafende Jünger am Ölberg | Holz                     | 120 cm / ohne Chr. | Einzigartige Plastik der schlafenden Jünger am Ölberg. Sie wurde aus einem Stück Baumstamm geschnitzt. Die Christusfigur wurde erst Ende 1700 angefügt und wirkt etwas unpassend. Diese Skulptur stand wahrscheinlich ursprünglich in der ehemaligen Notgotteskapelle. Diese befand sich südlich in unmittelbarer Nähe der Kirche und wurde Anfang des 19. Jahrhunderts abgerissen. | 1410                                 |
| 11  |      | Herz-Jesu-Statue            | Holz                     |                    | Hauptschiff Durchgang Seitenschiff: Moderne, monochrome Herz-Jesu-Statue. | Mitte 20. Jahrhundert                |
| 12  |      | Mutter Gottes               | Holz                     | 111 cm             | Hauptschiff Durchgang Seitenschiff: Mutter Gottes dargestellt als Himmelskönigin mit Krone und Zepter, auf dem Arm das Jesuskind mit einer goldenen Kugel spielend. | ca. 1450                             |
| 13  |      | Veronika                    | Holz                     | 110 cm             | Hauptschiff Durchgang Seitenschiff: Veronika hält das charakteristische Schweißtuch mit dem plastisch gearbeiteten Antlitz Christi. | um 1500                              |
| 14  |      | Heilig-Kreuzer-Bäuerchen    | Holz                     | 90 cm              | Hauptschiff Durchgang Seitenschiff: Diese Figur stammt aus einer Außennische der sich im Wispertal befindlichen Kreuzkapelle (gegenüber Gewerbegebiet), dort befindet sich heute eine Kopie derselben. In Lorch wird sie als Heilig-Kreuzer-Bäuerchen bezeichnet. Es soll sich um den Küster Ambrosius handeln, der der Sage nach den Bau dieser Kapelle mit herbeigeführt hat. Wahrscheinlich handelte es sich ursprünglich um den Hl. Wendelin, den Schutzpatron der Hirten. | um 1700                              |
| 15  |      | Immakulata                  | Holz                     | 110 cm             | Hauptschiff Durchgang Seitenschiff: Die monochrome Figur stellt die ins Gebet versunkene Jungfrau Maria auf der Weltkugel mit einer zertretenen Schlange dar. Eine sogenannte Maria Immakulata. | 19. Jahrhundert                      |
| 16  |      | Pietà                       | Holz                     | 78 cm              | Hauptschiff Durchgang Seitenschiff: Diese wertvolle Figurengruppe zeigt den toten Christus auf dem Schoß seiner trauernden Mutter. Diese Art der Darstellung wird auch als Vesperbild bezeichnet, da sich dieses Ereignis in der „Vesperzeit“ zwischen 17 und 19 Uhr zutrug. | um 1390                              |
| 18  |      | Hl. Petrus                  | Holz                     | 115 cm             | An der Brüstung der Empore auf einem Sandsteinpodest steht der Hl. Petrus mit Schlüssel und Bibel in den Händen. Die Figur stand ehemals in der Kreuzkapelle und wurde 1988, aus Sicherheitsgründen, hier aufgestellt. | um 1500                              |
| 19  |      | Antonius von Padua          | Holz                     | 140 cm             | Seitenschiff: Die Statue des Antonius von Padua im Habit eines Franziskaners, auf dem Arm das Jesuskind. | um 1850                              |
| 20  |      | Paulus                      | Holz                     | 117 cm             | Seitenschiff: Das Attribut der Paulusfigur ist nicht mehr vorhanden, es könnte sich um eine Schriftrolle gehandelt haben, die er in der Hand trug. Die Figur stand ehemals in der Kreuzkapelle und wurde 1988, aus Sicherheitsgründen, hier aufgestellt. | um 1500                              |
| 21  |      | Aloisius von Gonzaga        | Holz                     | 109 cm             | Seitenschiff: Der Hl. Aloisius dargestellt mit gesenktem Blick; angeblich soll er zeitlebens nie einer Frau ins Angesicht gesehen haben, um nicht in die Sünde der Unkeuschheit zu fallen. Er trägt eine Soutane mit Chorhemd und hat ein Kreuz als Attribut in seinen Händen. | 19. Jahrhundert                      |
| 22  |      | Kruzifix                    | Basalt / Sandsteinkorpus |                    | Das ehemalige Friedhofskreuz, in Lorch als Schwedenkreuz bezeichnet, stand rheinseits neben der Kirche. Die Lorcher Bürger sollen im 30-jährigen Krieg vor diesem Kreuz um Hilfe gefleht haben und den Kampf gegen die heranstürmenden Schweden gewonnen haben. Der Korpus ist aus späterer Zeit um 1700. | 1491                                 |
| 23  |      | Pieta                       | Holz                     | 90 cm              | Empore: Diese Pietà stand ursprünglich in der Kreuzkapelle im Wispertal und wurde 1988, aus Sicherheitsgründen, hier aufgestellt. | um 1700                              |
| 24  |      | Hl. Grab                    | Keramik                  | 130 cm             | Empore: Der tote im Grab liegende Christus, monochrom gestaltet. | 19. Jahrhundert                      |
| 25  |      | unbekannter Heiliger        | Keramik                  | 115 cm             | Empore: Heiliger im braunen Franziskanerhabit mit Buch (vielleicht Franz v. Assisi). | 19. Jahrhundert                      |
| 26  |      | Muttergottes                | Holz                     | 67 cm              | Turmkapelle: Wertvolle gekrönte Muttergottes mit Jesuskind aus einem untergegangenen Heiligenhäuschen. | um 1400                              |
| 27  |      | „Besucher“                  | Pappelholz               | 130 cm             | Im alten Herrengestühl befindet sich eine lebensgroße „Besucher“-Skulptur von dem Künstler Stephan Guber aus Nidda. Sie war ursprünglich Teil seines Projektes „Ecce homo 2.0 / 3.0“ und kam mit ähnlichen „Besucher“-Skulpturen im Rahmen einer Ausstellung auch in die Lorcher Kirche. Dank einer anonymen Spende konnte diese Figur hier verbleiben. In der Gemeinde wird die Skulptur oft als „Reinhold“ bezeichnet. | 2014                                 |

### Orgel

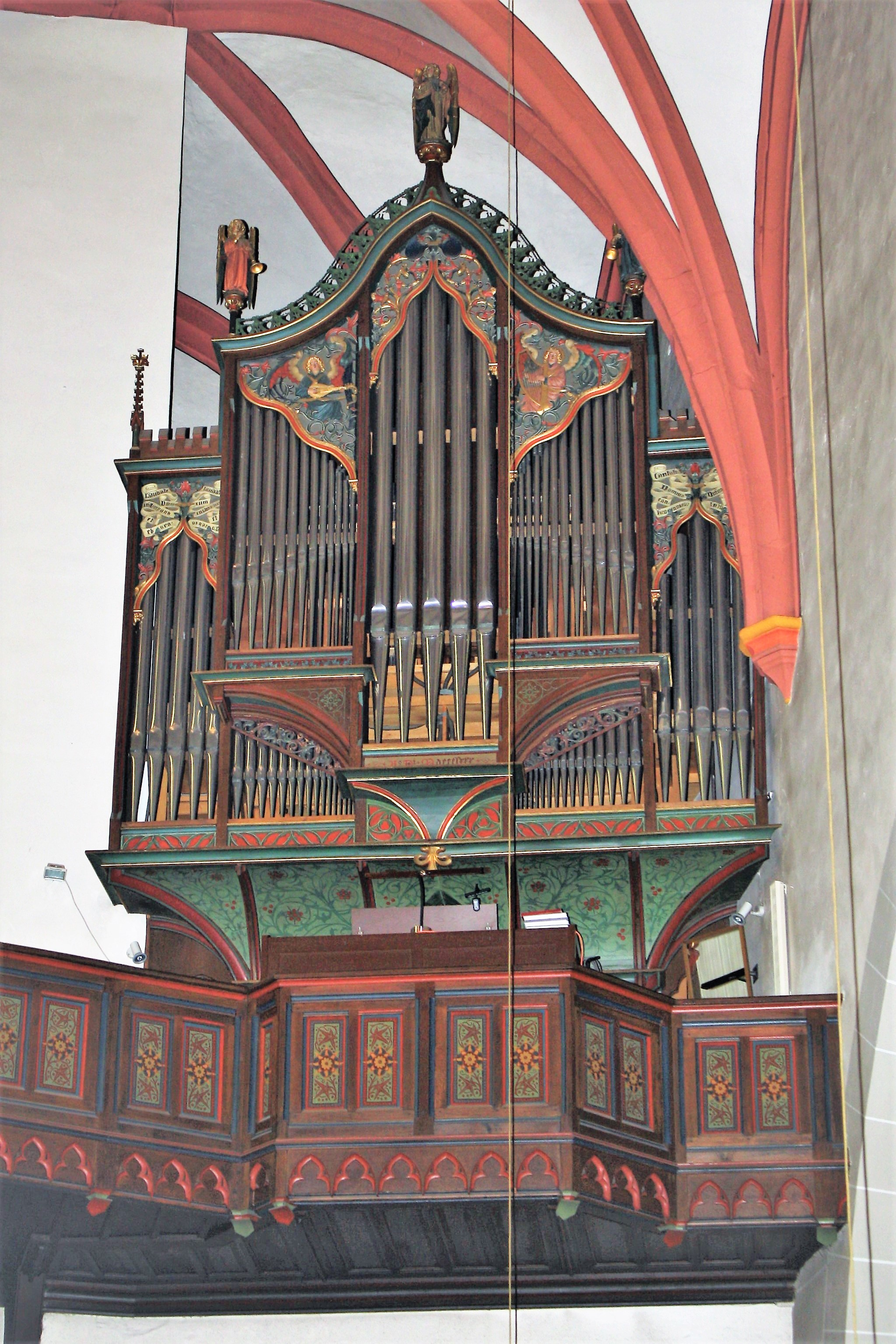
Orgelprospekt

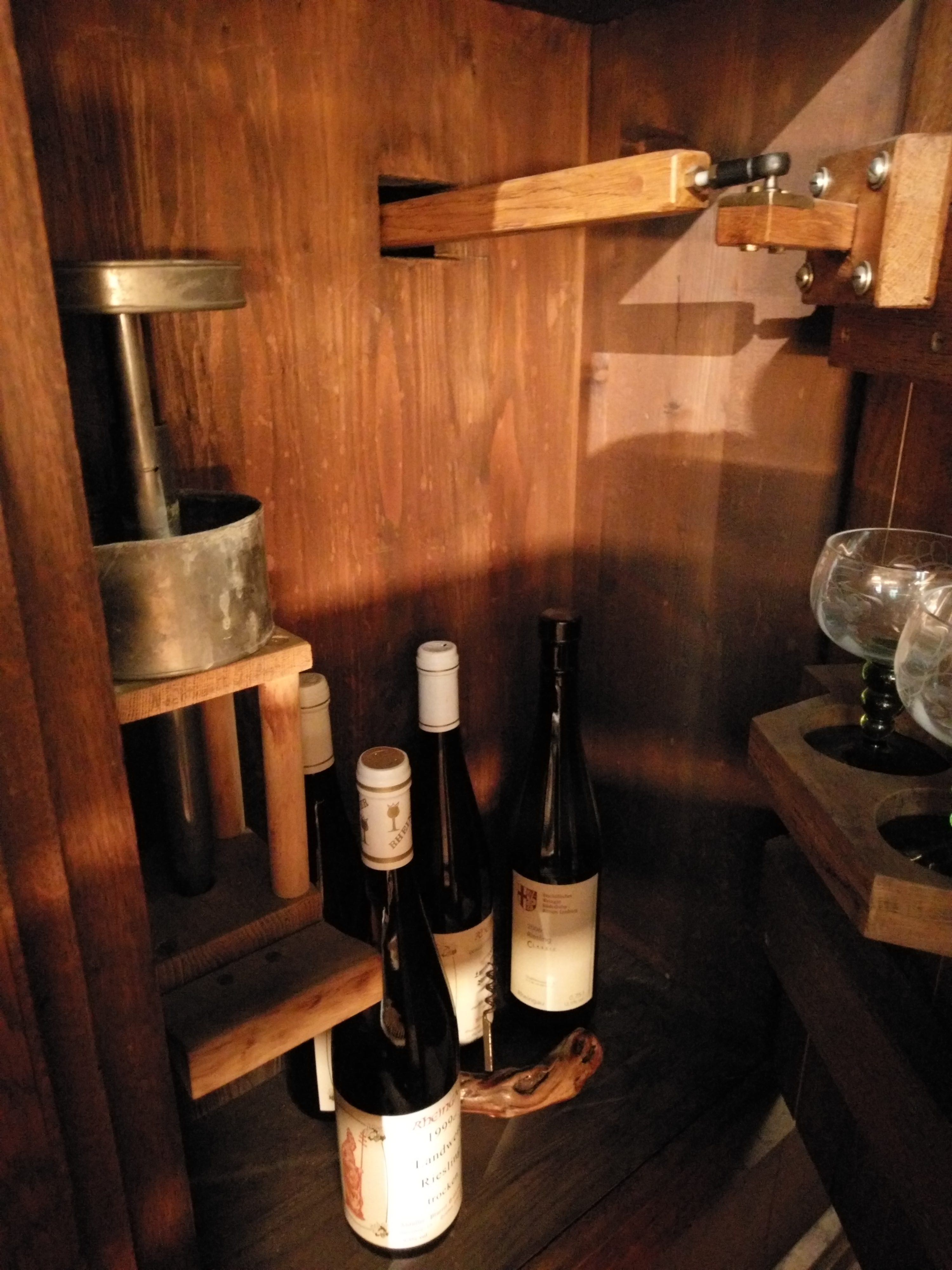
Geöffnete Klappe bei gezogenem Riesling-Register

Die heutige Orgel der Kirche wurde 1984 eingeweiht. Die Orgelbaufirma Fischer und Krämer bezog dabei das neugotische Gehäuse (Schreinerwerkstatt Mengelberg) und fast alle Register des vorherigen typisch romantischen Instruments der Brüder Wilhelm und August Ratzmann von 1880 in den Neubau ein. Eine einmalige Besonderheit ist das Register „Riesling 2-fach“, das unter Vogelgezwitscher eine Klappe, dahinter Weinflaschen und zwei Gläser, öffnet. Das Rheingau Musik Festival veranstaltet seit 1988 ein jährliches Orgelkonzert mit berühmten Organisten wie Marie-Claire Alain, Kay Johannsen, Edgar Krapp, Christian Schmitt, Olivier Latry oder Iveta Apkalna.
Das heutige Instrument hat 41 Register auf drei Manualen und Pedal. Die Spieltraktur ist mechanisch, die Registertraktur und die Koppeln sind elektrisch. Die Orgel besitzt Schleifladen.
Die Grundstimmen des Schwellwerks und des Pedals stammen ebenso aus der alten Orgel wie Flötenstimmen, Gambe, Trompete und Cornett des Hauptwerks. Neu sind dagegen die Prinzipalchöre von Hauptwerk und Pedal, die höher liegenden Register und die Zungenstimmen des Schwellwerks sowie die Stimmen des Positivs. Neben den warmen Grundklang typisch romantischer Prägung treten somit typische kräftige badisch-elsässische Klangfarben.
| I Hauptwerk C–g3 |                   |        |     |
| 01.              | Bordun            | 16′    | (R) |
| 02.              | Principal         | 08′    |     |
| 03.              | Bourdon           | 08′    | (R) |
| 04.              | Viola da Gamba 0  | 08′    | (R) |
| 05.              | Octave            | 04′    |     |
| 06.              | Rohrflöte         | 04′    | (R) |
| 07.              | Quinte            | 02 ⁄3′ |     |
| 08.              | Octave            | 02′    | (R) |
| 09.              | Cornett V (ab g0) | 08′    | (R) |
| 10.              | Mixtur V          | 01 ⁄3′ |     |
| 11.              | Trompete          | 08′    | (R) |

| II Schwellwerk C–g3 |                    |         |     |
| 12.                 | Geigenprincipal    | 08′     | (R) |
| 13.                 | Lieblich Gedeckt 0 | 08′     | (R) |
| 14.                 | Eoline             | 08′     | (R) |
| 15.                 | Salicional         | 08′     | (R) |
| 16.                 | Principal          | 04′     | (R) |
| 17.                 | Flaut travers      | 04′     | (R) |
| 18.                 | Nazard             | 02 ⁄3′  |     |
| 19.                 | Flageolet          | 02′     |     |
| 20.                 | Terz               | 01 3⁄5′ |     |
| 21.                 | Fourniture V       | 02′     |     |
| 22.                 | Basson             | 16′     |     |
| 23.                 | Hautbois           | 08′     |     |
|                     | Tremulant          |         |     |

| III Positiv C–g3 |                  |       |
| 24.              | Rohrbourdon      | 8′    |
| 25.              | Holzflöte        | 4′    |
| 26.              | Doublette        | 2′    |
| 27.              | Larigot          | 1 ⁄3′ |
| 28.              | Siflet           | 1′    |
| 29.              | Sesquialter II 0 | 2 ⁄3′ |
| 30.              | Cymbel III       | 2⁄3′  |
| 31.              | Cromorne         | 8′    |
|                  | Tremulant        |       |

| Pedal C–f1 |                |        |     |
| 32.        | Principal      | 16′    | (R) |
| 33.        | Subbass        | 16′    | (R) |
| 34.        | Octave         | 08′    |     |
| 35.        | Bassflöte      | 08′    | (R) |
| 36.        | Violon Cello 0 | 08′    | (R) |
| 37.        | Octave         | 04′    |     |
| 38.        | Mixtur IV      | 02 ⁄3′ | (R) |
| 39.        | Posaune        | 16′    | (R) |
| 40.        | Trompete       | 08′    |     |
| 41.        | Clairon        | 04′    |     |

- Koppeln: II/I, III/I, III/II, I/P, II/P, III/P
- Spielhilfen: 6 freie Kombinationen, Feste Kombinationen (Tutti, Organo pleno), p-Pedal, Absteller Zungenregister
- Anmerkungen

(R) Diese gekennzeichneten Register stammen aus der Ratzmann-Orgel von 1880
Zusätzlich steht in der Kirche ein 4-registriges Positiv.

#### Orgelreinigung
Im Juli 2023 wurde mit der ersten Generalrevision der Orgel, nach fast 40 Jahren Betriebszeit, begonnen. Unter Leitung des Orgelbaumeisters Michael Stumpf werden u. a. sämtliche Pfeifen ausgebaut, gereinigt und auf Schimmelbefall überprüft. Die großteils durch Spenden finanzierten, aufwendigen Arbeiten wurden im März 2024 erfolgreich abgeschlossen.

### Glocken
Bei einem verheerenden Kirchturm- und Dachstuhlbrand 1554 waren sämtliche Glocken geschmolzen. Die beiden ältesten im Lorcher Geläut erhaltenen Glocken stammen aus der Folgezeit dieser Brandkatastrophe. Sie wurden 1559 und 1565 durch die Aachener Glockengießerfamilie von Trier gegossen.
Die restlichen Bronzeglocken wurden 1960 von der Glockengießerei Schilling in Heidelberg hergestellt, 1961 aufgehängt und eingeweiht. Sie ersetzten die alten Glocken aus den Jahren 1631, 1659 und 1776, die 1942 eingeschmolzen wurden, um dem kriegsbedingten Rohstoffmangel abzuhelfen. Auch die kleine 40 kg schwere Dachreiterglocke wurde beschlagnahmt; auch sie wurde 1961 ersetzt. Das Magdalenen-Glöckchen wurde vom Chorraum aus mit Hand gezogen und rief so, bis Mitte der 1960er Jahre, die Gläubigen zur Beichte. Diese sechste Glocke bekam während der umfangreichen Turmsanierung in den 1970er Jahren einen elektrischen Antrieb und musste die zum Schweigen verurteilen Turmglocken ersetzen. Heute wird sie nicht mehr genutzt.

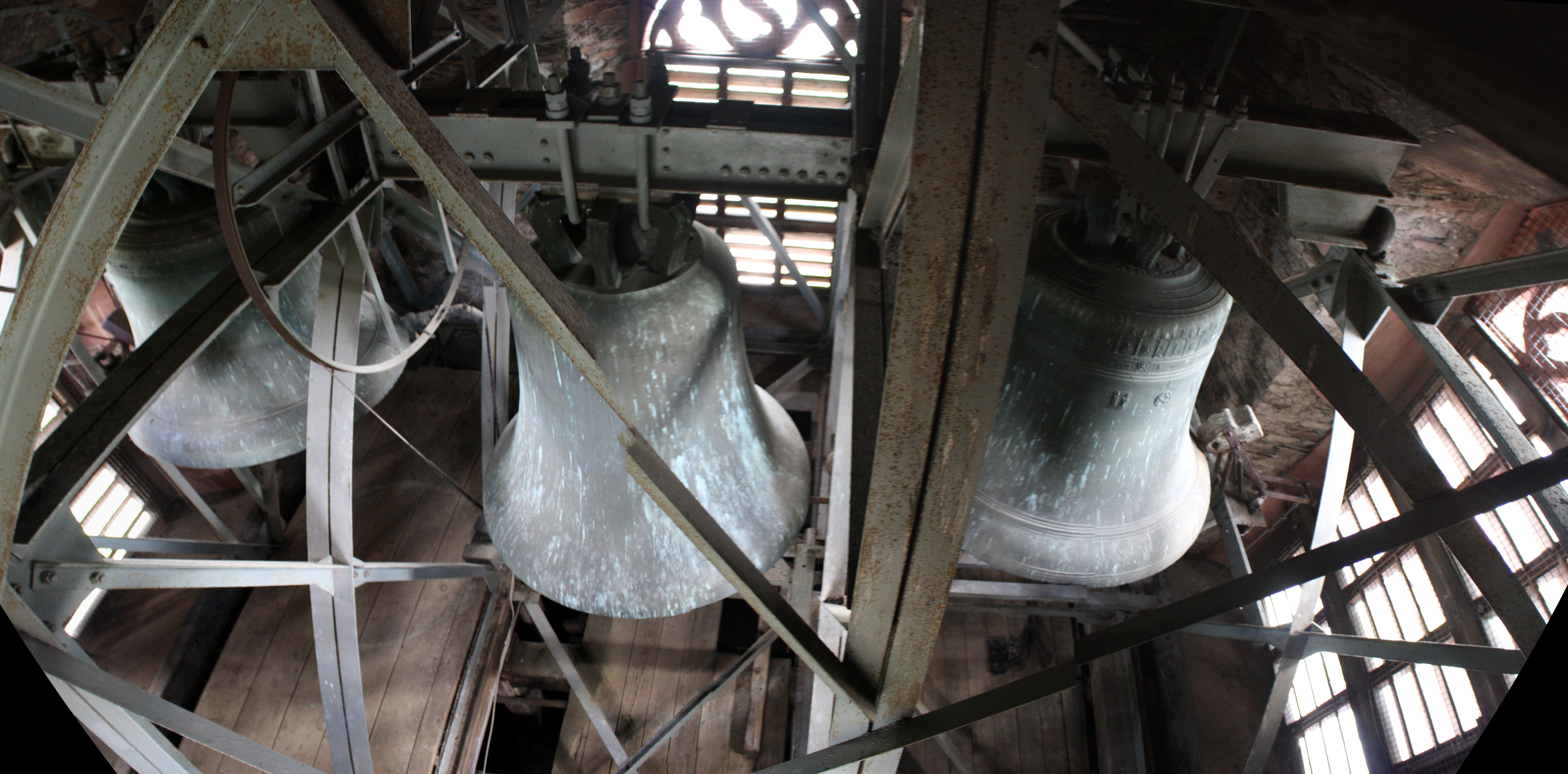
Untere Glockenstuhl-Etage St. Martin Lorch v. l. n. r. Nr.3, Nr.1, Nr.2
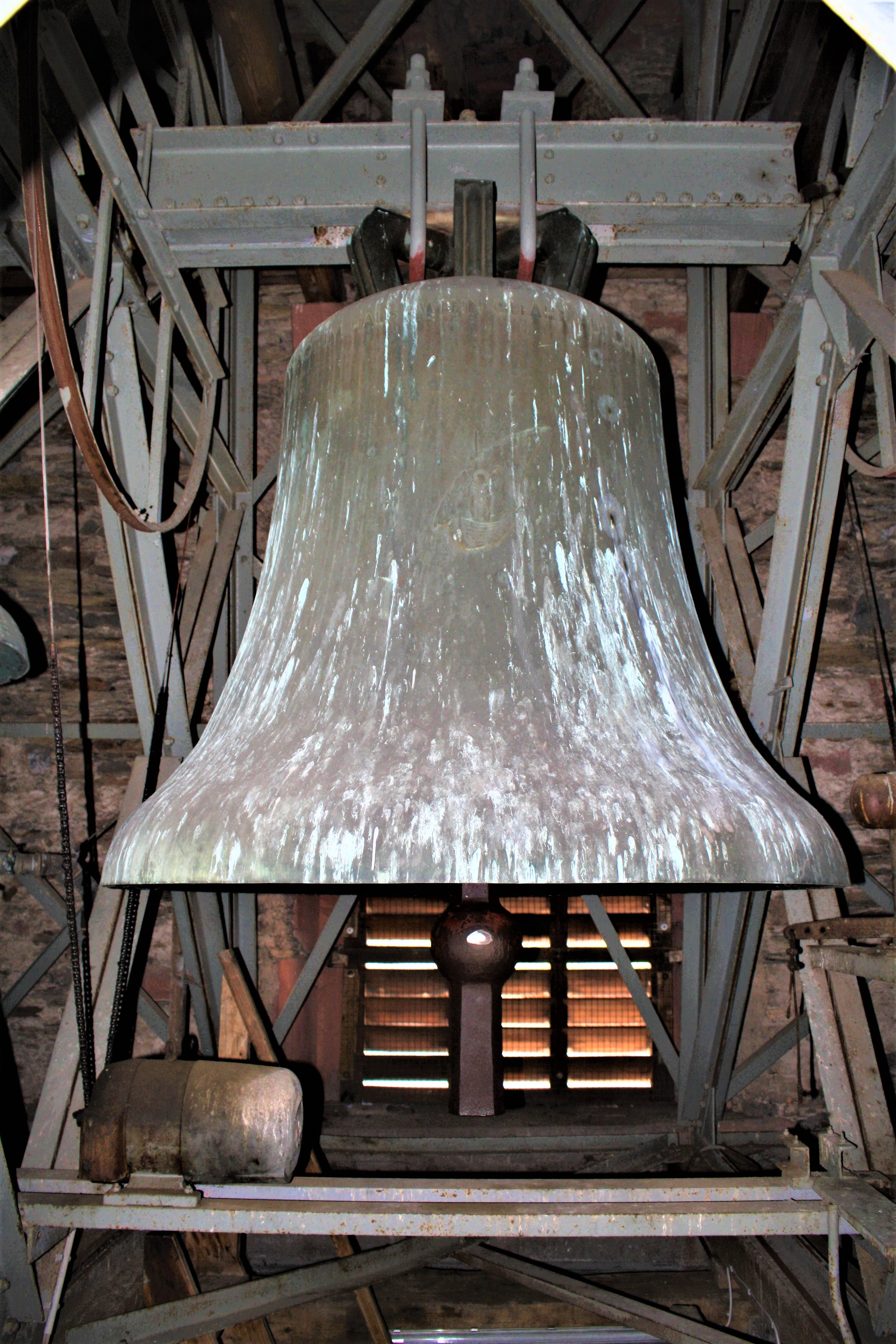
Glocke Nr.1 „Nikolaus“ / 1960 / Friedrich Wilhelm Schilling (Heidelberg)
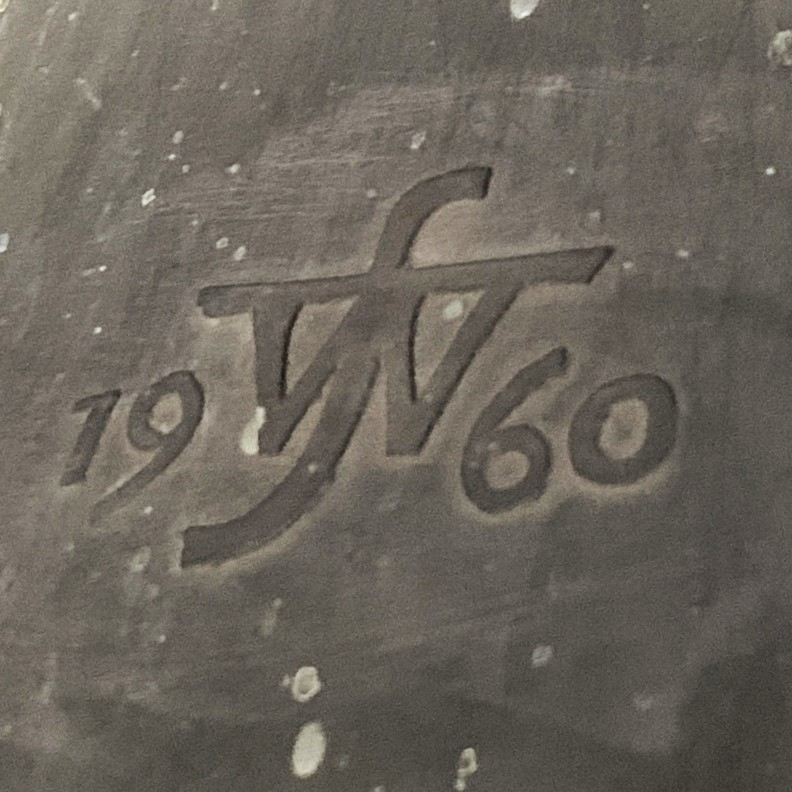
Das Gießerzeichen von F. W. Schilling mit Gussjahr auf der Nikolaus-Glocke
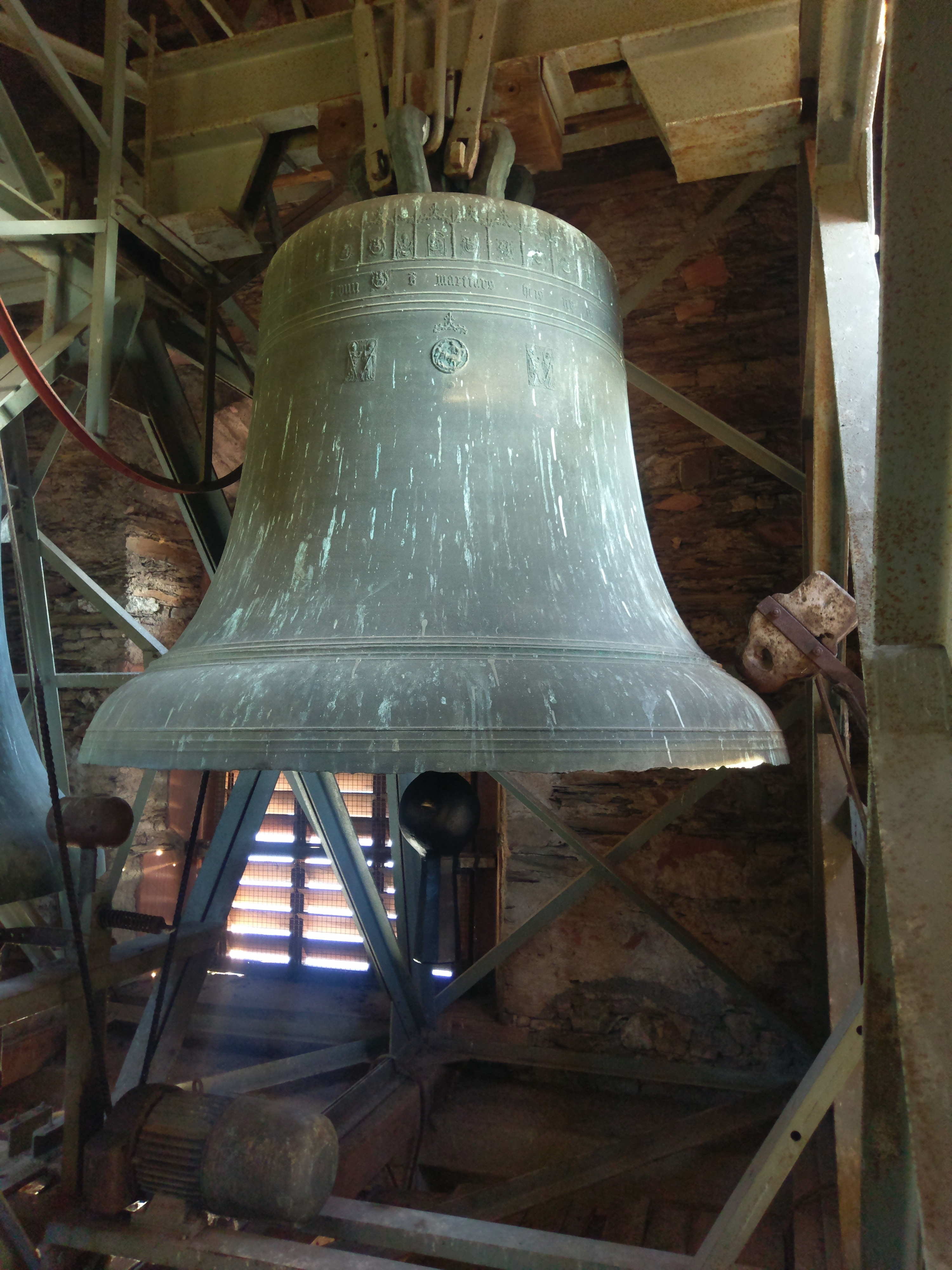
Glocke Nr.2 „Martinus“ / 1559 / Heinrich von Trier
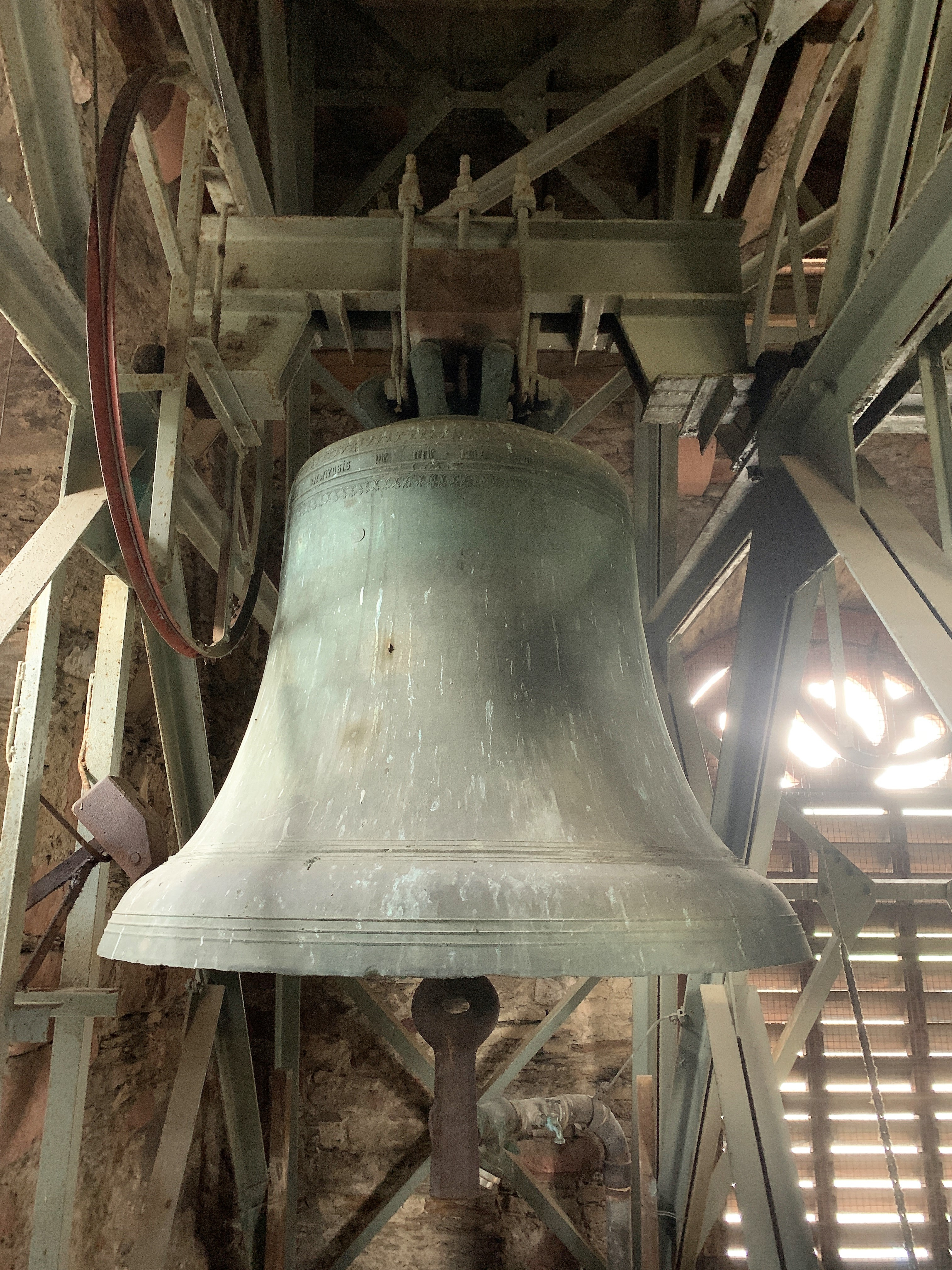
Glocke Nr.3 „Johannes“ / 1565 / Gregor von Trier
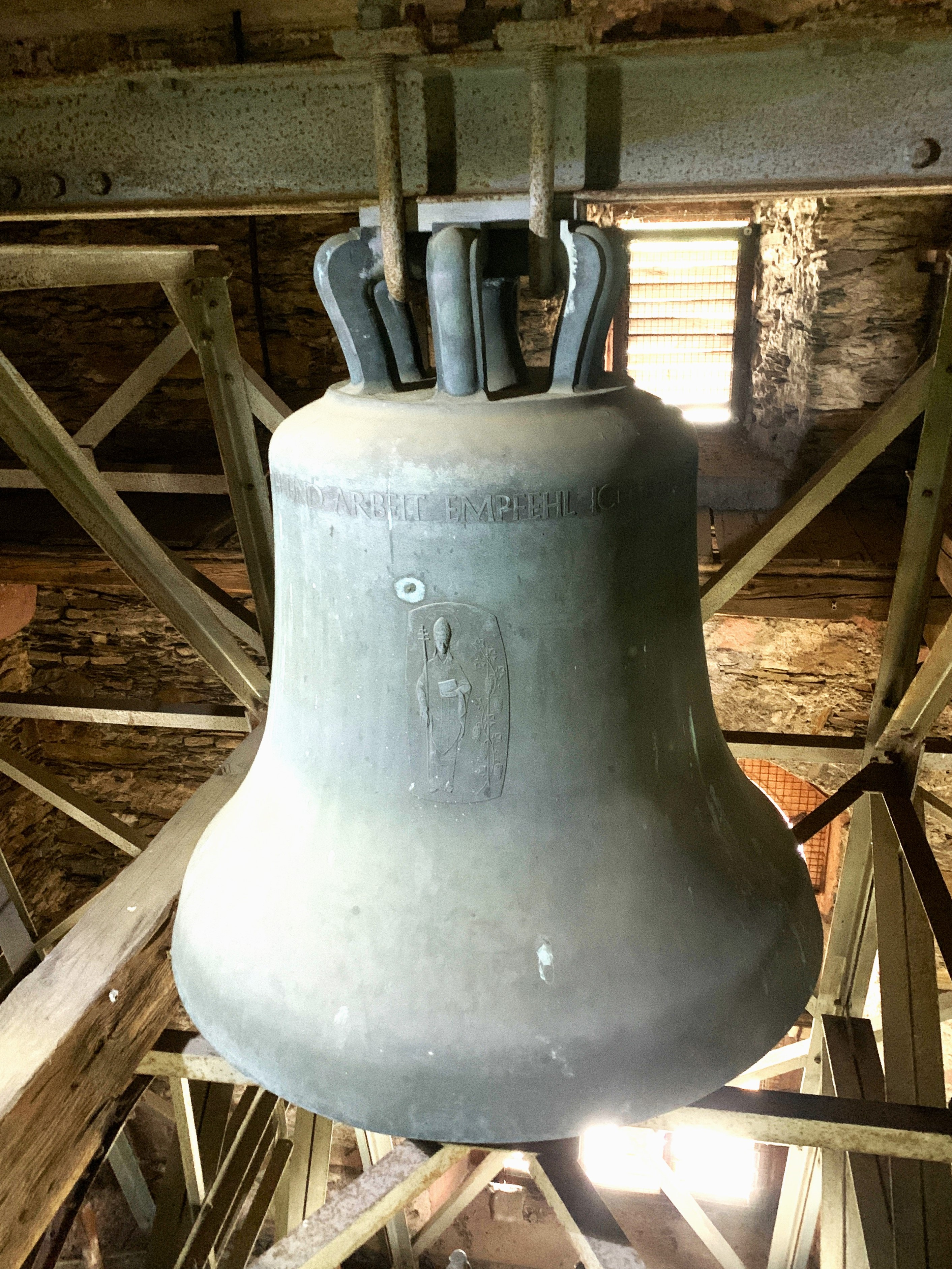
Glocke Nr.4 „Urbanus“ / 1960 / Friedrich Wilhelm Schilling (Heidelberg)
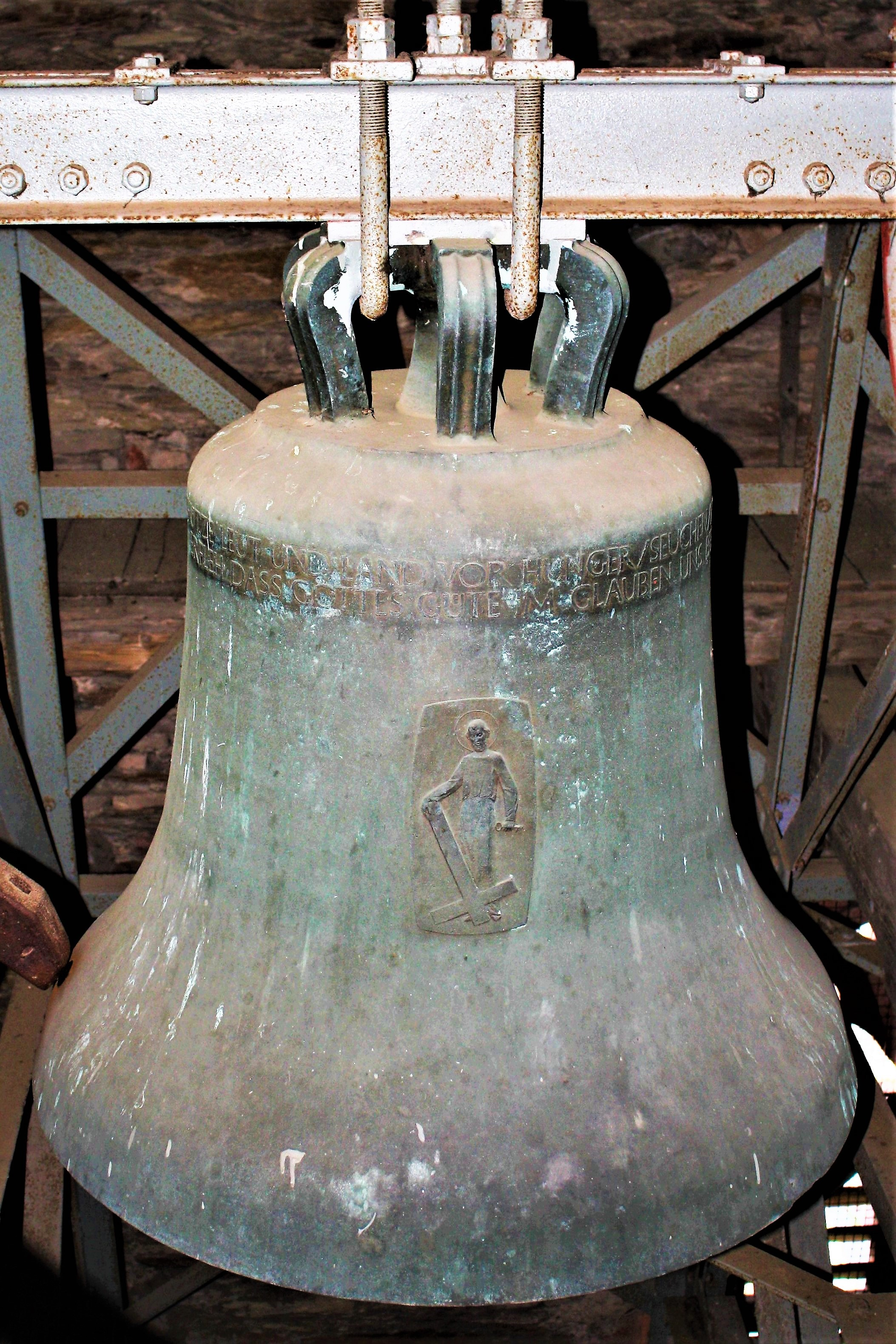
Glocke Nr.5 „Petrus“ / 1960 / Friedrich Wilhelm Schilling (Heidelberg), gestiftet von Peter Paul Nahm
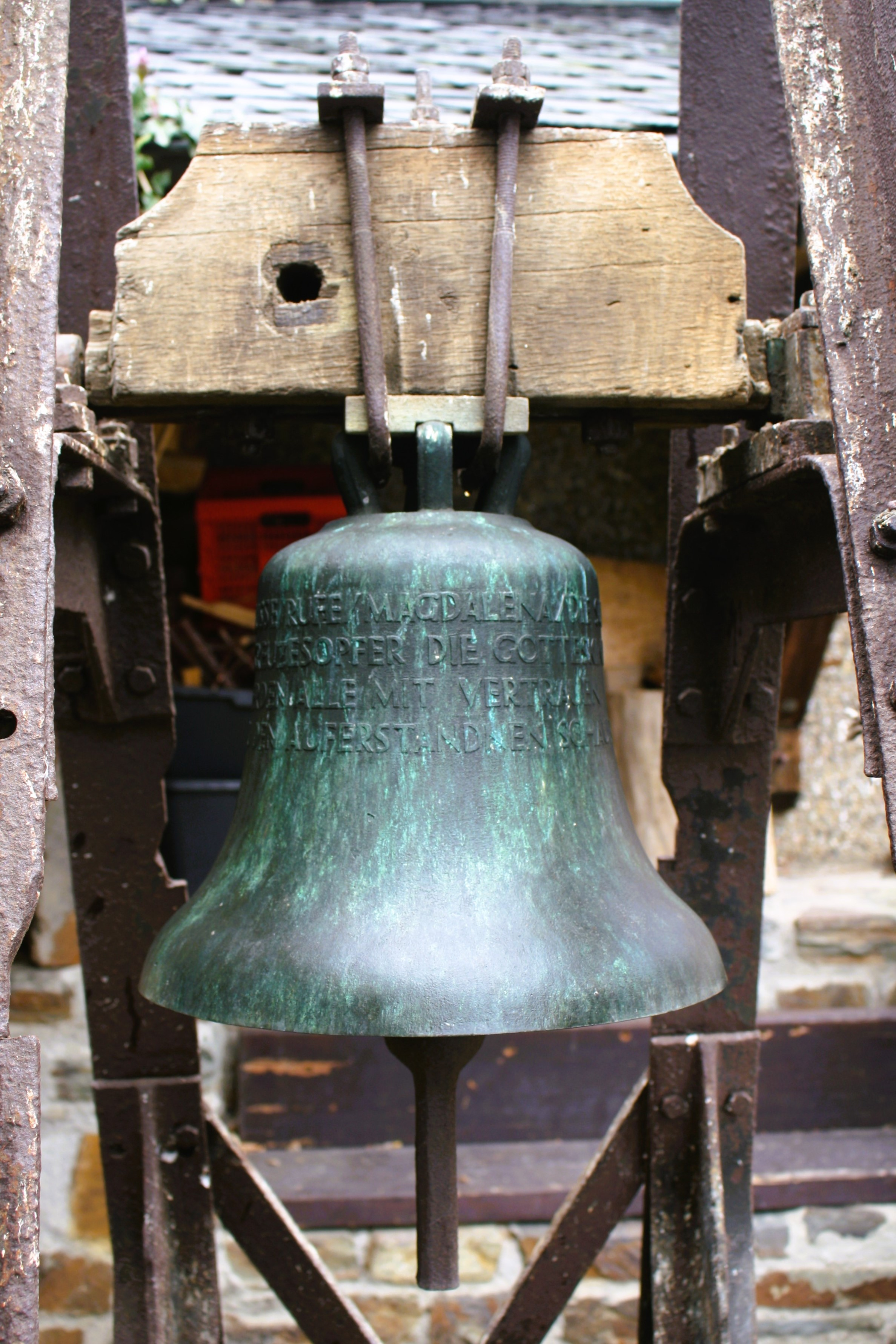
Dachreiterglöckchen Nr.6 „Magdalena“ / 1960 / Friedrich Wilhelm Schilling (Heidelberg)

Das heutige Lorcher Turmgeläut besteht wieder aus fünf Glocken. Es ist mit einer Gesamtmasse von 11.046 kg das mit Abstand schwerste und mächtigste Geläut im ganzen Kirchenbezirk Rheingau. Zum Vergleich: St. Valentinus (Kiedrich): 4 Glocken, 8.995 kg / St. Jakobus (Rüdesheim): 9 Glocken, 7691 kg / Rheingauer Dom (Geisenheim): 4 Glocken, 5.831 kg / St. Peter und Paul (Eltville): 4 Glocken, 5.820 kg
- Geläutedisposition: b0 – c1 – es1 – f1 – g1
- Geläutemotiv: „Nun danket all und bringet Ehr“ oder auch das Wallfahrtslied von Guido Görres: „Geleite durch die Welle das Schifflein treu und mild“, das von dem damaligen Pfarrer Meßmer, dem Initiator des neuen Geläutes, favorisiert wurde.[24]

| Nr. | Name                        | Masse (kg) | Ø (mm) | Schlagton (16tel) | Abklingdauer (Sec.) | Klangverlauf    | Gussjahr | Glockengießer               | Inschrift | Bemerkung |
| 1   | Nikolaus                    | 4182       | 1815   | b0-4              | 150                 | ruhig           | 1960     | F. W. Schilling, Heidelberg | „ WENN VERSUCHUNG IM HERZEN, WENN NOT IM HAUS; WENN GEFAHR AUF DEN WOGEN, DANN BITT FÜR UNS; ST. NIKOLAUS. “ / Relief des Hl. Nikolaus segnend mit Brotkorb in einem Segelboot. Gießerzeichen und Jahreszahl. | Sie ist die schwerste b0 - Glocke, die Friedrich Wilhelm Schilling gegossen hat, zugleich dürfte es eine der schwersten modernen b0 -Glocken überhaupt sein. Wird auch als Totenglocke genutzt |
| 2   | Martinus                    | ca. 3000   | 1665   | c1-12             | 90                  | stoßend ruhig   | 1559     | Heinrich von Trier          | (Minuskeln): „ s martinvs heis ich in gottes ehr levten ich den lebendigen roffen ich die dotten beclagen ich heinrich von trier goos mich anno domini MDLVIIII. “ (St. Martinus heiße ich, zu Gottes Ehre läute ich, die Lebenden rufe ich, die Toten beklage ich, Heinrich von Trier goss mich im Jahre des Herrn 1559) / Die Inschrift, um den oberen Teil der Glocke, ist von Zierfriesen und einem Kranz von kleinen Heiligenfiguren eingerahmt, welche unter Wimpergen mit Renaissancestützen stehen. | Sie war im Lorcher Vorkriegs-Geläut die größte Glocke, mit Hammerwerk für den Stundenschlag |
| 3   | Johannes auch Mittagsglocke | ca. 1600   | 1350   | es1-1             | 90                  | schwebend ruhig | 1565     | Gregorius von Trier         | (Minuskeln) um den oberen Teil der Glocke, eingerahmt von gotischen Zierfriesen: „ gloria in excelsis deo et in terra pax hominibus bone voluntatis + gregorivs treverensis me fecit anno domini MDLXV. “ (Ehre sei Gott in der Höhe und Friede auf Erden den Menschen die guten Willens sind + Gregorius von Trier machte mich im Jahre des Herrn 1565) / Zwei Medaillons: 1. Kreuzigungsgruppe, mit Maria und dem Apostel Johannes, 2. Mutter Gottes auf dem Arm das Jesuskind                            | Sie war im Lorcher Vorkriegs-Geläut die zweitgrößte Glocke, also die Nr. 2, sie wird auch als Angulus- und Wandlungsglocke genutzt mit Hammerwerk für den Viertelstundenschlag (Nr.5 - Nr.3)   |
| 4   | Urban                       | 1346       | 1254   | f1-4              | 80                  | ruhig           | 1960     | F. W. Schilling, Heidelberg | „ DES WINZERS RUH UND ARBEIT EMPFEHL ICH DER DREIEINIGKEIT. “ Gießerzeichen und Jahreszahl / Relief des Hl. Urban mit Tiara, Papstkreuz und Weinstock. | |
| 5   | Petrus                      | 918        | 1107   | g1-4              | 64                  | ruhig           | 1960     | F. W. Schilling, Heidelberg | „ ST. PETER SCHÜTZE LEUT UND LAND VOR HUNGER SEUCHEN KRIEG UND BRAND. ERFLEH DASS GOTTES GÜTE IM GLAUBEN UNS BEHÜTE * GESTIFTET VON PETER PAUL NAHM LORCH/RH. “ Gießerzeichen und Jahreszahl / Relief des Hl. Petrus mit Schlüssel und umgedrehtem Kreuz | mit Hammerwerk für den Viertelstundenschlag (Nr.5 - Nr.3) |
| 6   | Magdalena                   | ca. 30     | 365    | f2-8              |                     |                 | 1960     | F. W. Schilling, Heidelberg | „ ZUR BUSSE RUFE / MAGDALENA / DIE SUENDER / ZUM KREUZESOPFER DIE GOTTESKINDER + SO WERDEN ALLE MIT VERTRAUEN WIE DU DEN AUFERSTANDNEN SCHAUEN “ | Das Dachreiterglöckchen gehört nicht zum Turmgeläut; es wird heute nicht mehr genutzt. |